# Storia del Kurfürstendamm

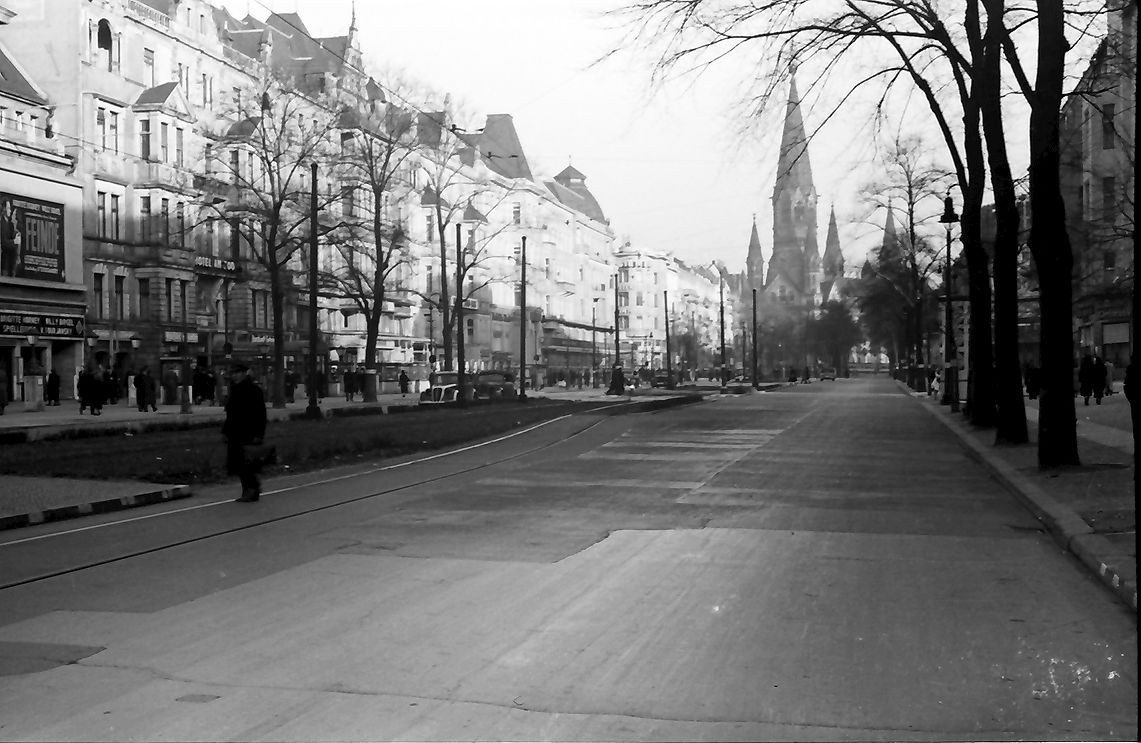
Il Kurfürstendamm nel 1940 (Foto di Willy Prahger)

Il Kurfürstendamm è un viale di Berlino talmente carico di storia, da conservare, nonostante il suo declino rispetto allo splendido passato, un grande valore nell'immaginario popolare tedesco. 
Sul Kurfürstendamm si concentravano caffè di lusso e locali popolari, gallerie d'arte e balere, teatri seri e sale di varietà, cinema, giostre, circhi equestri ed altre, stravaganti, attrazioni. Inoltre su di esso si trovavano i caffè letterari che furono il principale luogo di incontro delle avanguardie intellettuali e artistiche berlinesi del primo trentennio del XX secolo.

## Il Kurfürstendamm prima del Kurfürstendamm

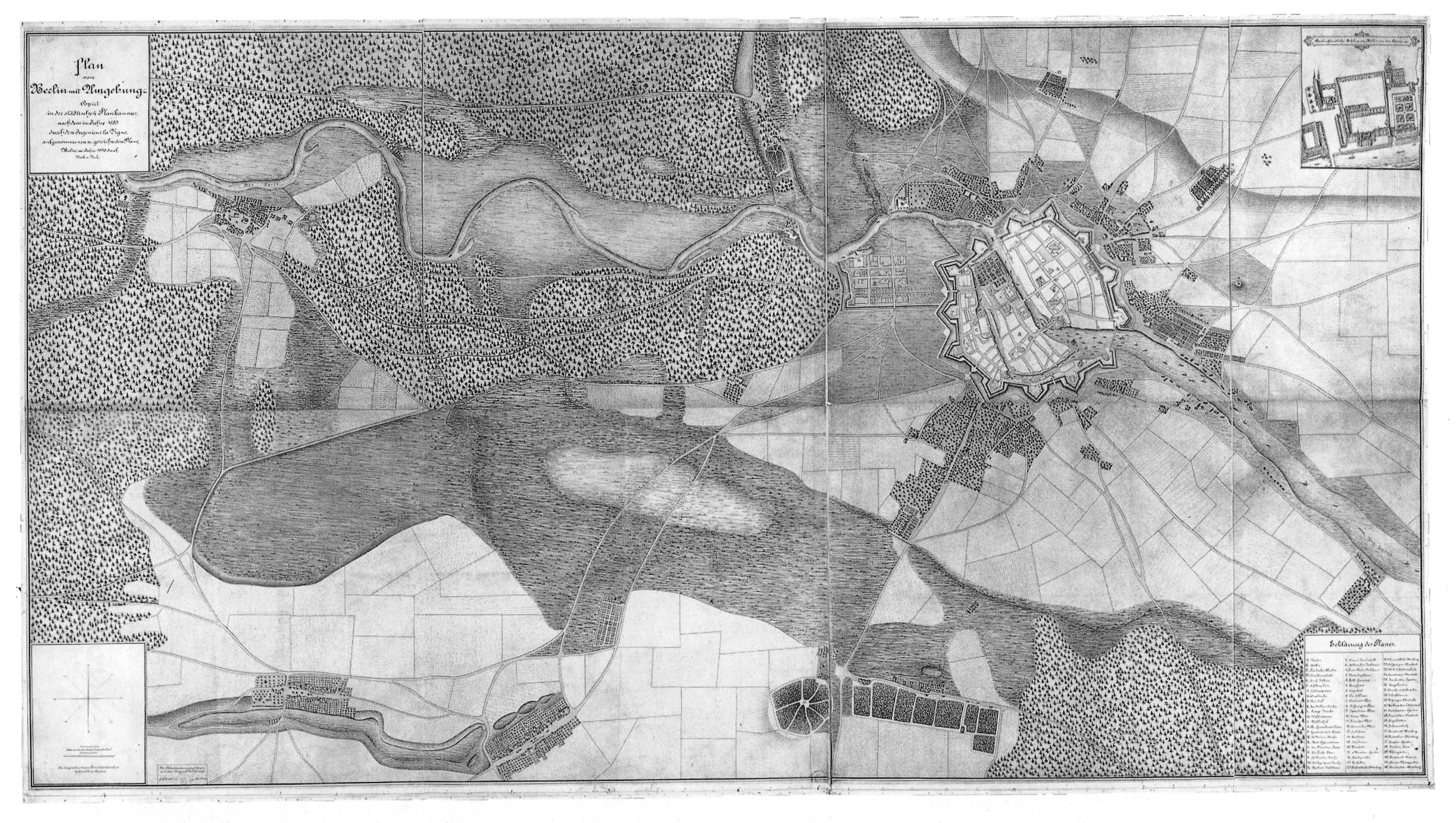
Il Plan Géométral de Berlin (1685) attribuito all'ingegnere La Vigne è il primo documento in cui appare il tracciato del Kurfürstendamm. Al centro della carta si trova il Tiergarten. Il Kurfürstendam è la strada che parte dalla punta sud-ovest del bosco e si dirige verso Ovest-Sud-Ovest. Il nome di Kurfürstendamm appare invece per la prima volta in una carta fatta dal topografo militare Friedrich Wilhelm Carl von Schmettenau nel 1748.

Il Kurfürstendamm attuale venne costruito tra il 1882 e il 1885. Il suo tracciato ricalca quello di una vecchia strada di campagna che collegava Berlino alla foresta di Grunewald, una grande riserva caccia dei principi elettori (Kurfürst) del Brandeburgo. Nel 1542, nella foresta venne costruita una casina di caccia, una villa destinata ad ospitarli in occasione delle attività venatorie (Jagdschloss di Gruenevald). La residenza Berlinese dei Principi Elettori (il castello) era collegata alla foresta di Grunewald da una strada divisa in tre tratti. Il primo era quello oggi chiamato Unter der Linden e conduceva dal castello al bosco detto Tiergarten, il secondo tagliava da Est a Ovest questo bosco e il terzo partiva dalla sua estremità sud-ovest e si dirigeva verso Ovest-Sud-Ovest fino a raggiungere la foresta. La si vede bene nella Plan Géometral de Berlin del 1685.

### La nascita del Kurfürstendamm moderno

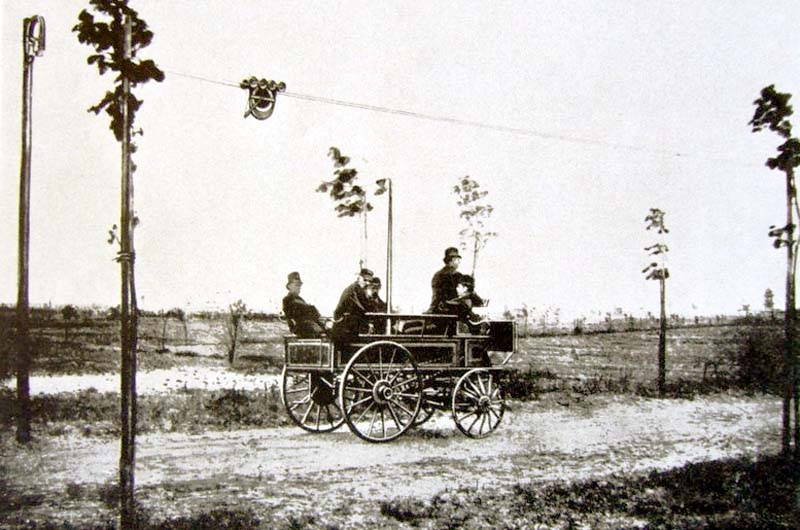
Il Kurfürstendamm nel 1882, prima della sua modernizzazione

#### Il progetto di Bismarck
ll progetto di trasformare la strada di campagna in un grande viale moderno si deve a Bismarck. Nel 1871 Berlino era diventata la capitale dell'Impero tedesco e il cancelliere era preoccupato di darle un aspetto degno del suo nuovo status e di portarla al livello delle altre grandi capitali europee. In una sua lettera del 1873, in cui appare chiaramente come Bismarck ammirasse il modello urbanistico e architettonico di Parigi, espose l'idea di dotare Berlino di un viale simile al celebre boulevard degli Champs-Élysées.
“Il fatto che [la strada di campagna] sia proprietà pubblica", scriveva tra l'altro, "offre la possibilità di trasformarla in una strada più larga e più bella. [In vista dell'espansione di Berlino] il Kurfürstendamm così come è adesso risulterà una strada troppo piccola: non può diventare una via di passeggiata per carrozze e cavalieri [come invece lo era l'avenue des Champs Elysées] Ora, Grunewald diventerà come il Bois de Boulogne di Parigi e la strada che ivi condurrà [ cioè il Kurfürstendamm] dovrebbe essere altrettanto grande degli Champs Élysées.“

#### Le ragioni sociali ed economiche del successo del Kurfürstendamm
I lavori di allestimento del viale cominciarono nel 1883, contemporaneamente all'urbanizzazione di Charlottenburg, Wilmersdorf e Halensee, i tre villaggi di cui la vecchia strada attraversava i campi. La causa di questa trasformazione era l'industrializzazione di Berlino, iniziata intorno al 1850 e continuata, a ritmo sempre più accelerato, dopo la vittoria contro la Francia nel 1870 e la creazione dell'impero. Lo sviluppo dell'industria attirò infatti verso la capitale un numero crescente di contadini, che venivano dalle povere regioni orientali. Berlino contava nel 1852, 430 mila abitanti. Nel 1900 ne aveva più di 2 milioni. Ancora più impressionante fu lo sviluppo dei comuni del circondario. Infatti le industrie si installarono soprattutto a Nord, Est e Sud-Est della città. In queste zone sorsero grandi quartieri operai le cui miserabili condizioni divennero presto famose (gli edifici di questi quartieri vennero soprannominati "Mietkasernen" - "caserme per affittuari". Intere famiglie abitavano in monolocali senza cucina né bagno o gabinetto. Gli appartamenti di due stanze avevano una cucina, ma niente bagno o gabinetto).
Per la borghesia, che desiderava, e poteva, permettersi case che corrispondevano alle sue esigenze di spazio, comfort e status-symbol, rimasero disponibili i comuni che stavano ad Ovest e Sud-Ovest Schöneberg, Steglitz, Zehlendorf e, appunto, Charlottenburg, Wilmersdorf e Halensee. I tre villaggi diventarono vere e proprie città borghesi. Charlottenburg, in particolare, risultò essere l'agglomerato con la più alta concentrazione di abitanti ricchi di tutta la Germania.
Il fatto che fossero in corso questi cambiamenti, spinse la Deutsche Bank a individuare, nel progetto di Bismarck, l'occasione di fare grossi guadagni. Creò quindi la "Kurfürstendamm Gesellschaft" (la "Società del Kurfürstendamm") che intraprese la trasformazione della strada di campagna in un grande viale moderno. Il lusso con cui era stato concepito il nuovo viale, insieme al fatto che gli strati ricchi avessero già cominciato a trasferirsi nei comuni dell'Ovest, spinsero una serie di investitori a comprare i terreni circostanti con l'intenzione di costruire case particolarmente lussuose, che sarebbe stato possibile vendere o affittare a prezzo molto elevato.
I lavori terminarono nel 1885. Nel corso dei successivi venti anni, i terreni che stavano ai lati del viale vennero quasi completamente costruiti (anche se gli ultimi appezzamenti vuoti, corrispondenti all'attuale Lehniner Platz, furono edificati solo nel 1928). Il Kurfürstendamm assunse allora l'aspetto che alcuni suoi tratti (ma solo alcuni suoi tratti) conservano ancora oggi.
La struttura e le dimensioni seguivano alla lettera le indicazioni di Bismarck. Era largo 53 metri. Davanti ad ogni edificio si trovava un giardino profondo 7 metri e mezzo e, davanti a questi giardini, un marciapiede largo 4. La carreggiata era divisa in due corsie di 10 metri ciascuna, separate da una banda centrale divisa a sua volta in due piste, una per il passeggio dei pedoni e l'altra dedicata a passeggiate a cavallo..

### Parentesi: il percorso del Kurfürstendamm

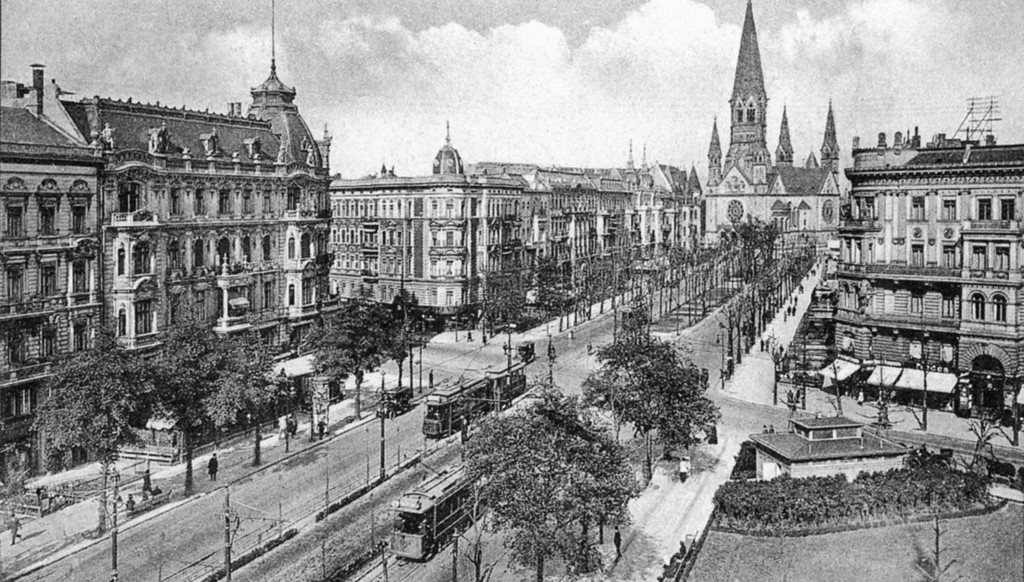
Il Kurfürstendamm nel 1916 - La chiesa in fondo è la Kaiser-Wilhelm-Gedächtniskirche, che segna l'estremità est del Ku'damm. La foto è quindi presa con la macchina orientata verso Est. La grande strada che il viale incrocia è la Joachimtaler Straße. Quell'incrocio è considerato come uno dei luoghi più prestigiosi di Berlino

Fino al 1925, il percorso del Kurfürstendamm era più lungo di quello attuale, poiché il suo primo tratto, attraversata l'odierna Breitscheidplatz, si inoltrava nel Tiergarten fino al Corneliusbrücke (ponte Cornelius). Questo tratto però, nel 1925, venne ribattezzato Budapester Straße. Oggi il Kurfürstendamm inizia a Breitscheidplatz, la piazza dove si trova il rudere della Kaiser-Wilhelm-Gedächtniskirche. Esso si estende, come già all'epoca dei Principi Elettori, verso ovest-sud-ovest, fino a raggiungere Rathenauplatz. La Budapester Straße, non appare più, oggi, allo sguardo come la continuazione del Kurfürstendamm. Esso invece, ad Est di Breidscheidtplatz, trova la sua continuazione visiva nella Tauentzienstraße, che sbuca a Wittenbergplatz (dove si trova il noto grande magazzino KaDeWe).
Breitscheidplatz e Rathenauplatz hanno avuto, in periodi successivi, nomi diversi. La prima, dedicata a Gutenberg nel 1889, venne ribattezzata nel 1892 Auguste-Viktoria-Platz in onore della moglie dell'allora Kaiser Guglielmo II. Nel 1947 ricevette infine il nome attuale, in onore di Rudolf Breitscheid, una illustre vittima del nazismo. La seconda si chiamava all'inizio Henrietteplatz ed è stata dedicata, dopo la seconda guerra mondiale, a Walther Rathenau, industriale, intellettuale, mecenate e politico, assassinato da un complotto di militari nazionalisti nel 1922, quando era ministro degli Esteri.

## Il periodo guglielmino (dalla creazione alla prima guerra mondiale)

### L'architettura
Dal punto di vista architettonico gli edifici del Kurfürstendamm si caratterizzavano per la loro maestosità e per la ricchezza delle loro decorazioni, considerate dagli architetti tradizionalisti addirittura pacchiane. Il loro stile era in sintonia con le mode architettoniche dell'epoca, tra cui dominavano storicismo ed eclettismo. Molti edifici erano sovraccarichi di cariatidi, colonne, logge, festoni, stucchi, tutti destinati a sottolineare il loro lusso. I committenti erano del resto in gran parte padroni di imprese edilizie, con soldi e capacità imprenditoriali, ma senza molta cultura. Si diceva che gli architetti, una volta completata la struttura del palazzo, chiedessero loro: "In che stile vuole la facciata?". Così molte costruzioni risultarono essere dei pastiche che imitavano l'architettura romanica, quella rinascimentale, quella fiamminga, quella austriaca – o tutti questi stili mescolati.

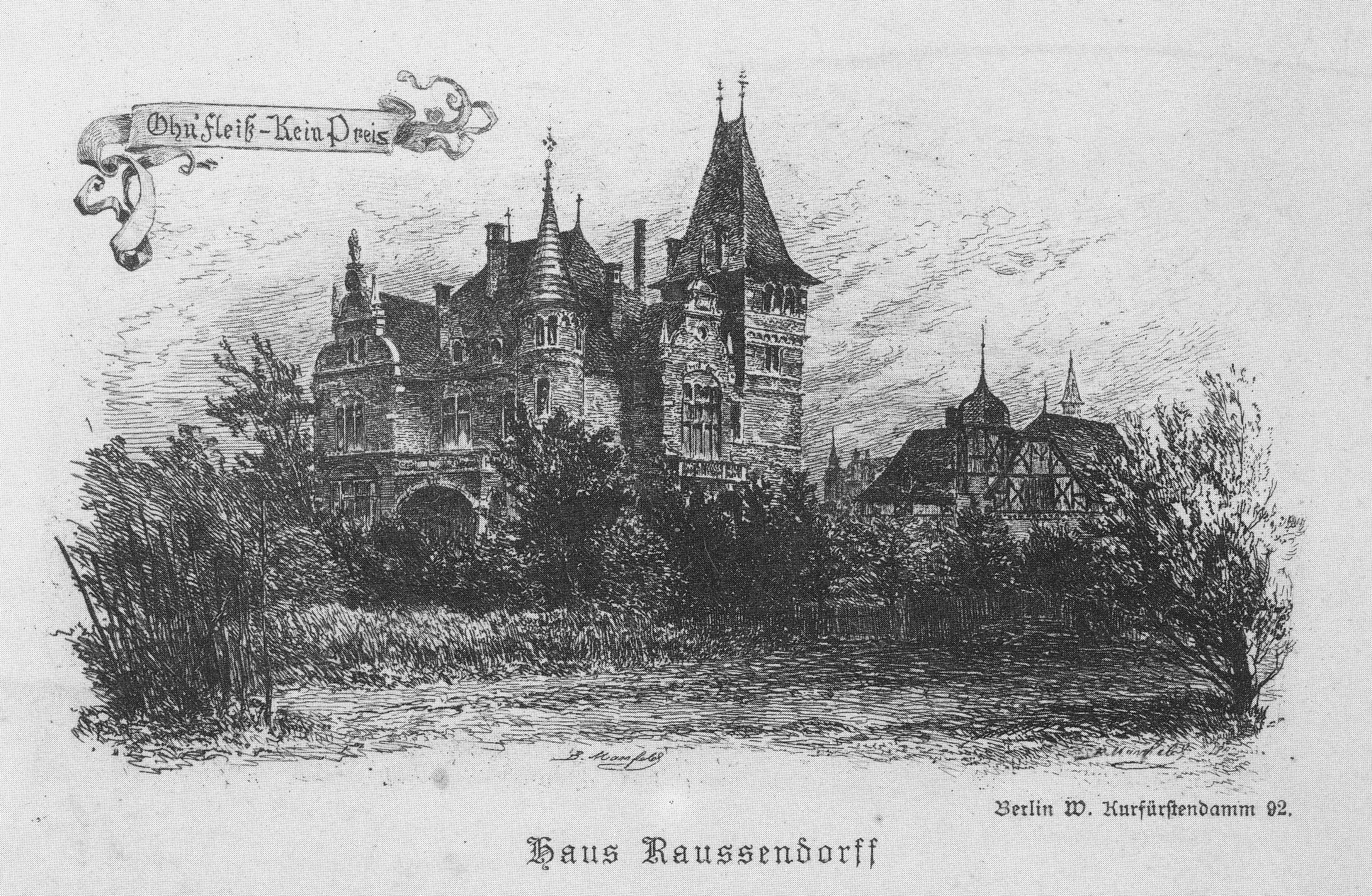
Villa Raussendorff, 1890. Con la costruzione di palazzi di 5 piani, anche le ville costruite durante i primi anni di esistenza del Ku´damm vennero abbattute.
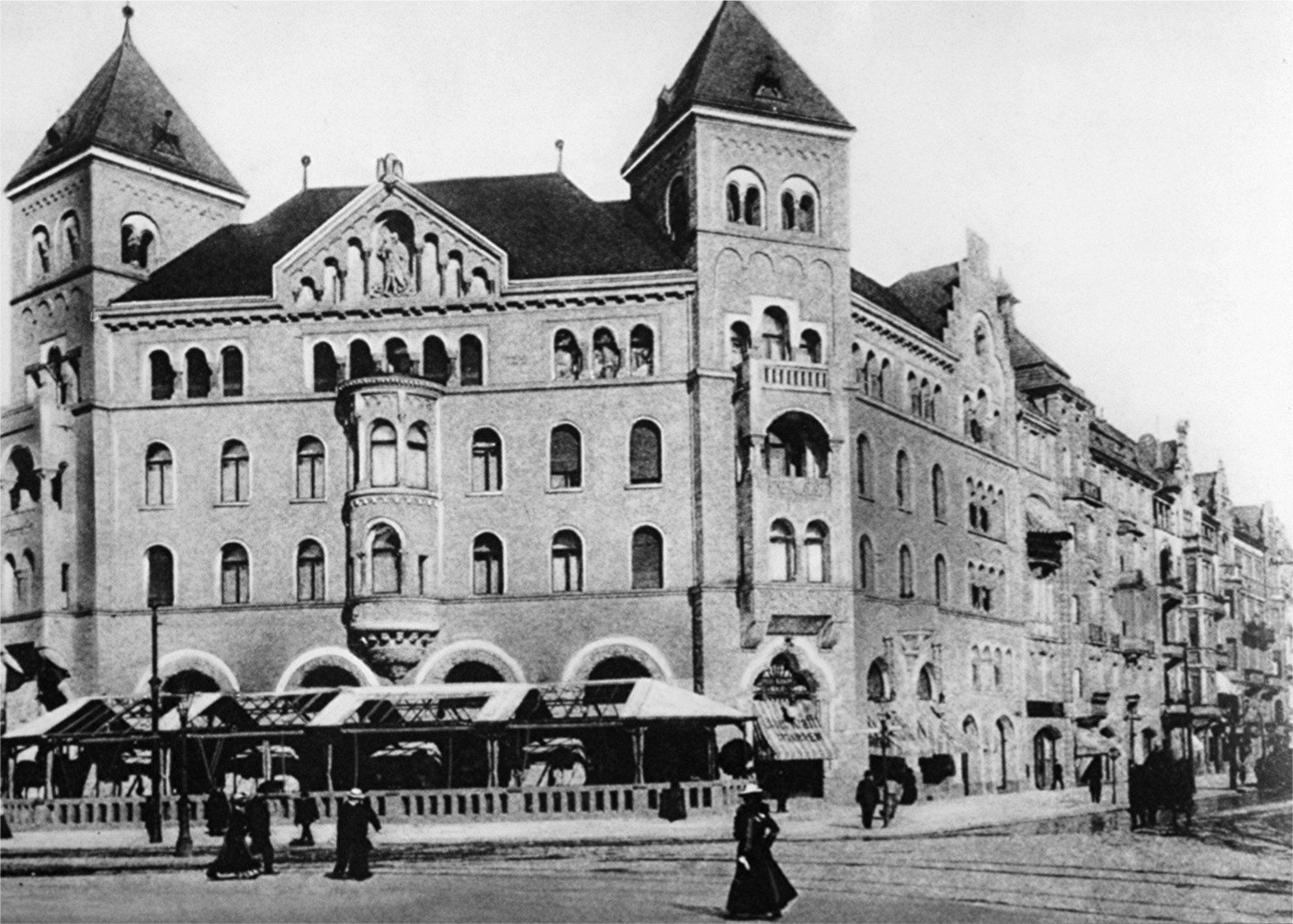
Palazzo in stile romanico, costruito nel 1900 da Frank Schwechten, l´architetto della Keiser-Wilhelm-Gedächtniskirche.
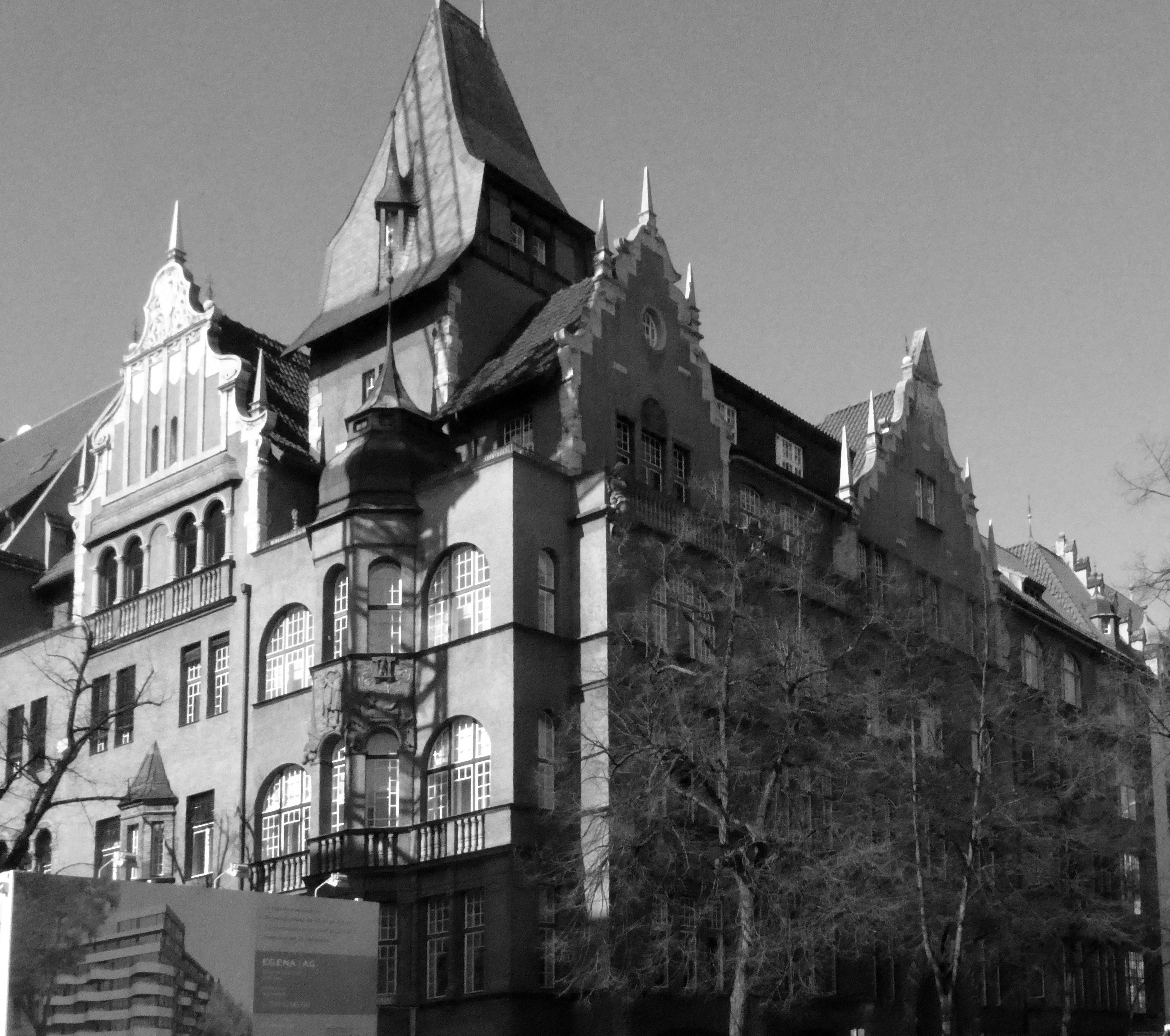
Palazzo in stile pseudo-bavarese in Bleibetreustraße vicino al Kurfürstendamm.
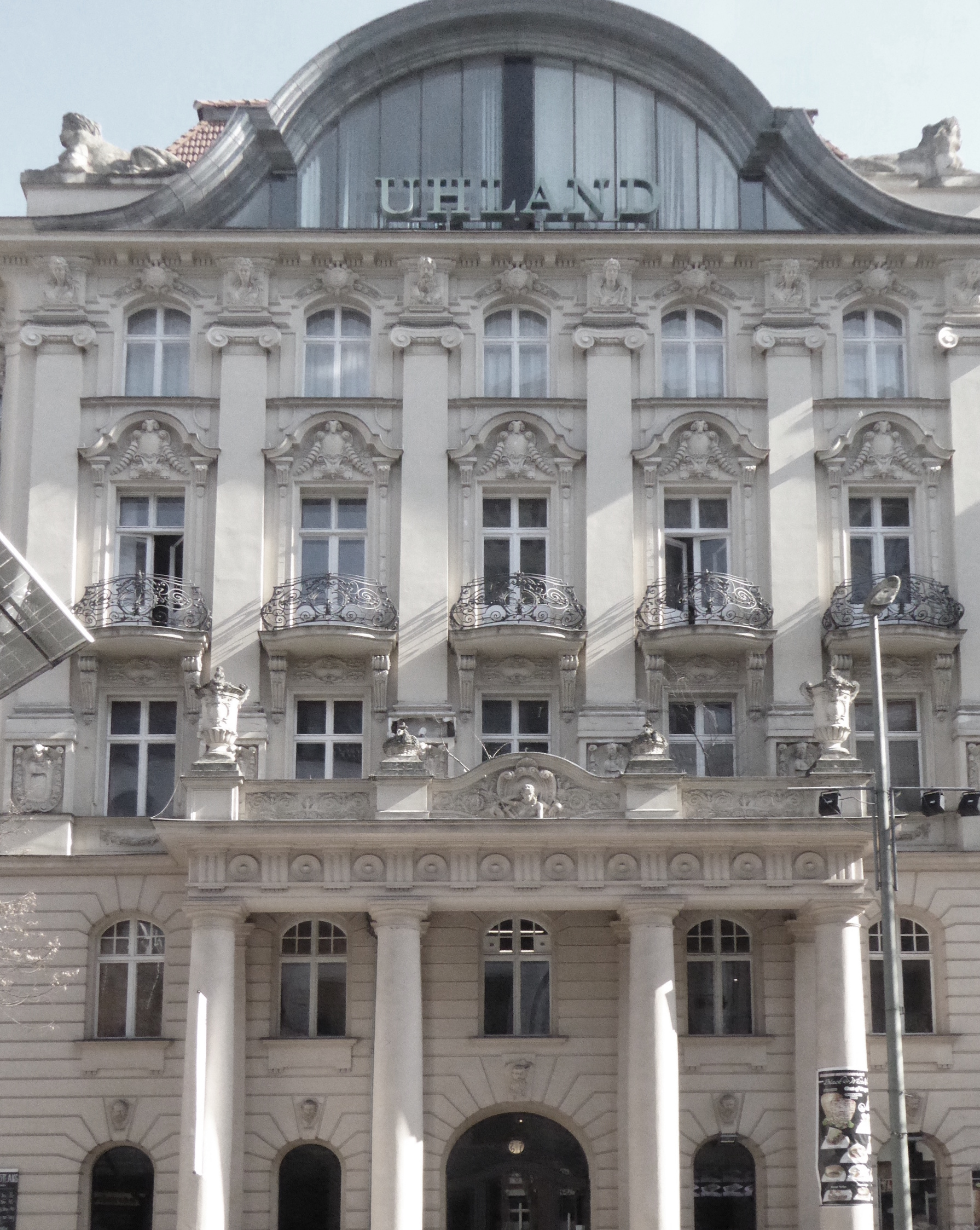
Palazzo all´angolo tra il Kurfürstendamm e Uhlandstraße, esistente ancora oggi.
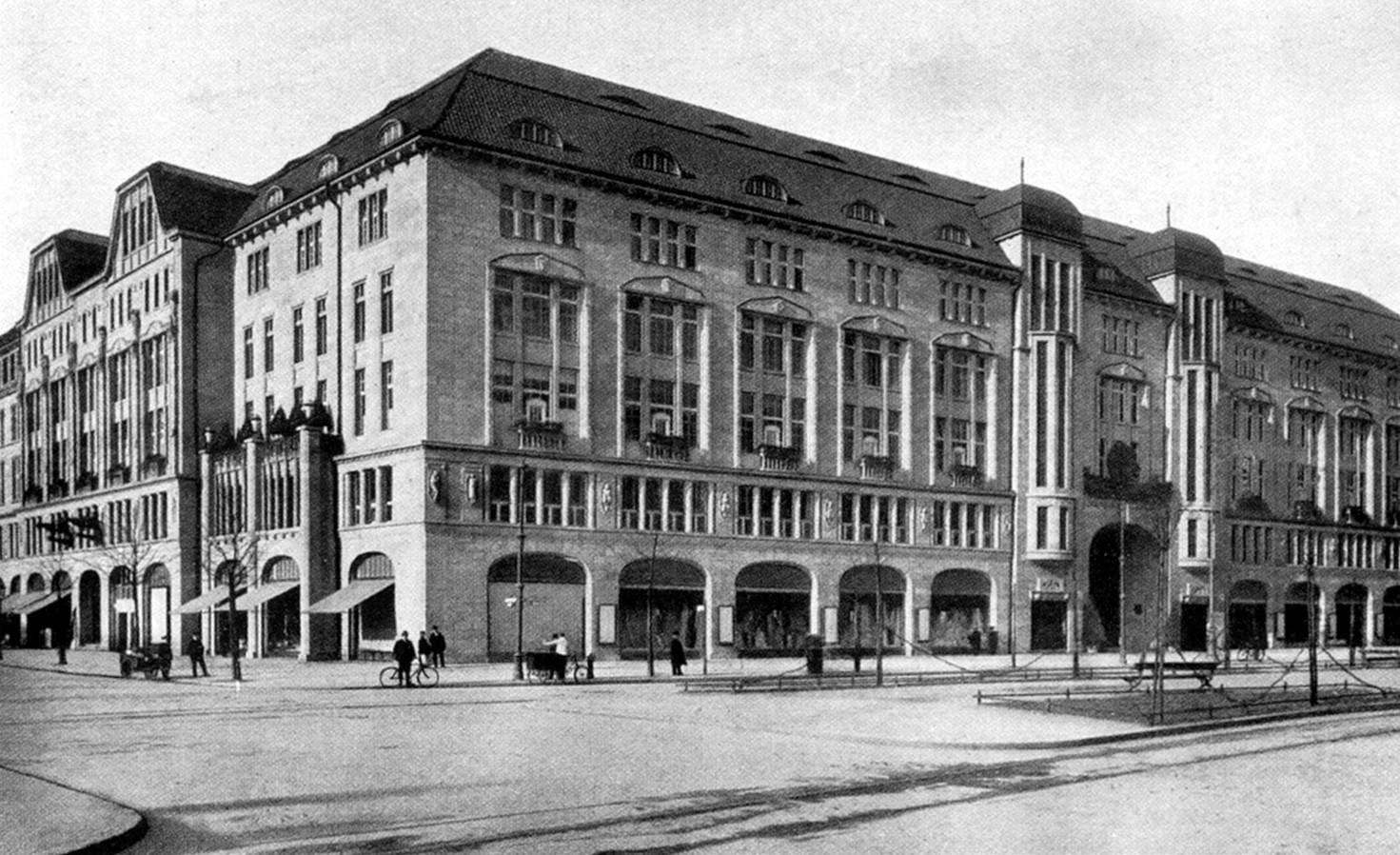
Con la costruzione del KaDeWe nel 1907, iniziò lo sviluppo del commercio di lusso nel quartiere del Kurfürstendamm.

Gli appartamenti erano grandi, comprendevano 10, 12, 15, o addirittura 20 stanze, erano dotati di ogni comfort che l'epoca poteva offrire: diversi bagni, riscaldamento centrale, acqua corrente calda, ascensori, illuminazione elettrica e persino sistemi di aspirapolvere centrali, con tubature che giungevano in ogni stanza.

### Ristoranti, caffè e commerci - borghesi e popolari
Il lusso caratterizzò anche i commerci, i ristoranti e i caffè, soprattutto nella parte più orientale del boulevard. Dopo l'apertura del grande magazzino KaDeWe, i negozi più eleganti del centro di Berlino - quelli in cui Effi Briest aveva comprato il proprio corredo nell'omonimo romanzo di Theodor Fontane - aprirono filiali nel nuovo viale o nella vicina Tauentzienstraße. Così fecero anche i ristoranti, le pasticcerie e i caffè del centro. Non erano locali solo lussuosi, bensì veramente raffinati. Ammobiliati nella moda dannunziana del tempo, essi offrivano cibi di prima qualità (nei caffè tedeschi è usuale anche pranzare e cenare), mettevano a disposizione dei clienti i giornali tedeschi e i principali giornali stranieri ed avevano quasi sempre un'orchestra che, a partire da metà pomeriggio, allietava i clienti sino a tarda sera.
Man mano che si andava verso ovest, invece, benché gli edifici fossero sempre signorili, i locali di divertimento si facevano più popolari. In alcuni casi, soprattutto nei dintorni di Henrietteplatz (l'attuale Rathenauplatz), erano vere osterie, appena nobilitate dal titolo di Weinstube. Accanto ad esse si trovavano un gran numero di balere e attrazioni, che attiravano un pubblico diverso da quello dei locali dei dintorni dell'attuale Breitscheidplatz - a meno che questo pubblico ricco o colto non decidesse di andarsi a mescolare al pubblico popolare. L'operaio, il piccolo impiegato, la commessa, vi si recavano regolarmente durante i week-end estivi, pur venendo dalle zone più lontane di Berlino - quelle in cui si trovavano i quartieri popolari - per gustare i piaceri del ballo, il divertimento preferito dell'epoca. 

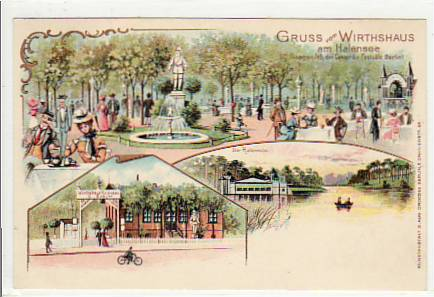
Manifesto di una balera vicino ad Henrietteplatz con accesso al lago di Halensee.

### Il Café des Westens

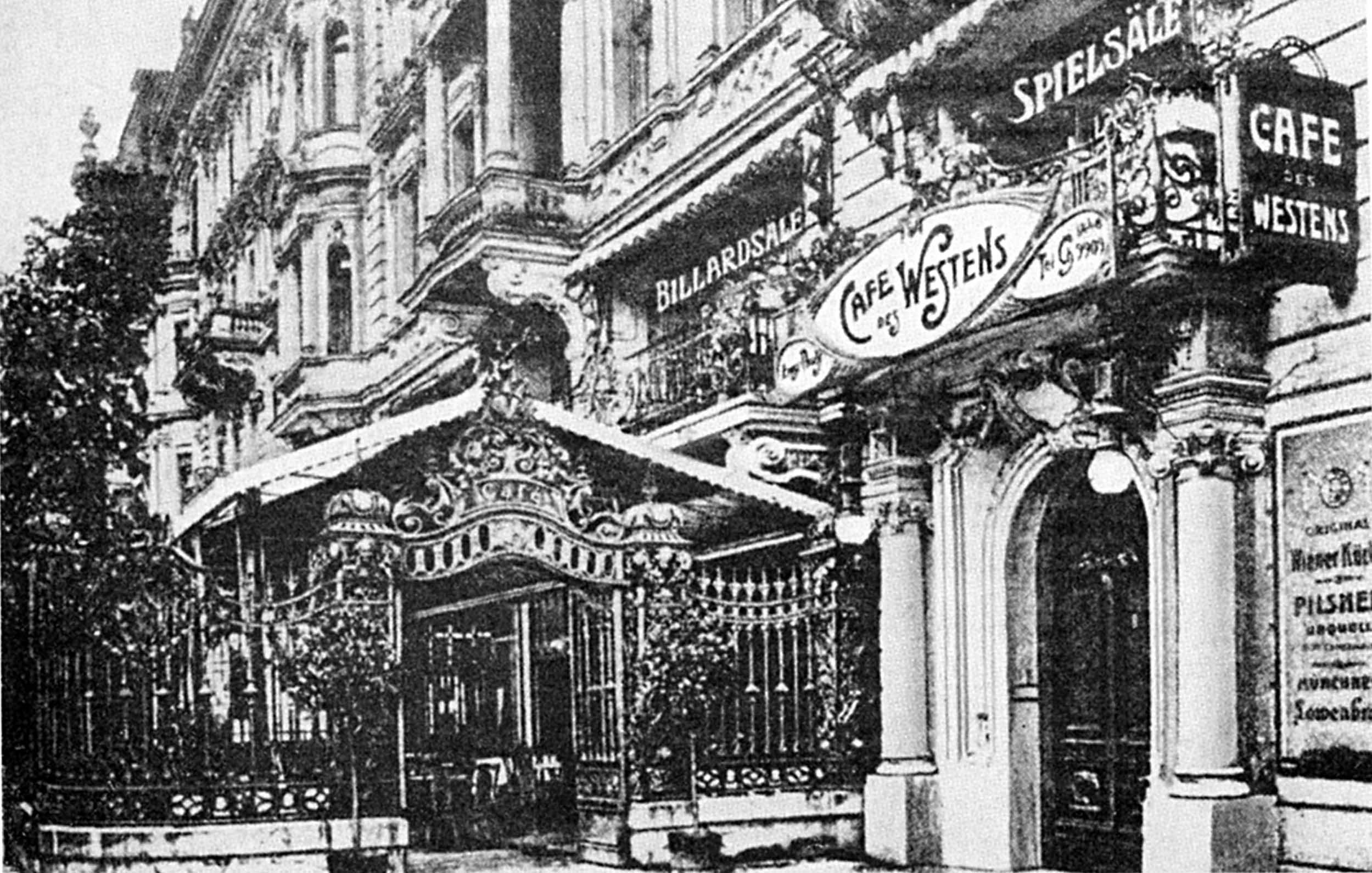
Il Café des Westens

Tra i caffè dell'estremità est, uno va ricordato in particolare: il "Café des Westens" (Caffè dell'Ovest). Era stato il primo caffè creato nella zona, nel 1893, quando intorno al viale c'erano prevalentemente campi. Era, e rimase, un locale relativamente modesto, ma negli ultimi anni dell'Ottocento diventò uno dei caffè più famosi di Berlino perché fu il punto di riferimento delle avanguardie culturali berlinesi. Era frequentato quotidianamente, per esempio, dagli artisti della Secessione (la cui galleria si trovava sul Kurfürstendamm) e dagli esponenti degli altri movimenti artistici e letterari che si svilupparono in quegli anni. Altro esempio di clienti quotidiani erano gli artisti, i teorici e gli scrittori dell'espressionismo. In quel locale vennero ideate le sue principali riviste, "Der Sturm" (La tempesta o L'assalto) e "Die Aktion" (L'azione); lì dentro vennero scritti alcuni dei i testi più importanti della poesia espressionista. In effetti, fino alla seconda guerra mondiale era abituale per certi scrittori, in tutta l'Europa, lavorassero nei caffè, che avevano un po' una funzione di uffici open space. Qui lavoravano, ma avevano anche scambi (o diverbi) con colleghi ed amici, si tenevano al corrente dei fatti e delle idee e, cosa importante, erano reperibili per chi li cercasse.

Regolari avventori erano anche il famosissimo attore, regista e impresario Max Reinhardt e altri protagonisti del rinnovamento teatrale di inizio secolo (per esempio Frank Wedekind). Il cabaret tedesco - una forma di spettacolo destinata ad avere grandissimo successo - nacque proprio nel Café des Westens. Il locale era inoltre frequentato da giornalisti e pubblicisti delle correnti di opposizione al nazionalismo e all'autoritarismo guglielmino: liberali, socialisti, anarchici. Vi si incontravano infine gli esponenti di quella che si autodefiniva la bohème berlinese. In modo più irregolare, vi si potevano trovare anche personalità indipendenti e molto famose, come Richard Strauss, Heinrich Mann, Walther Rathenau o Karl Kraus (che talvolta vi andava durante le sue visite berlinesi).

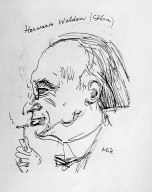
Erwarth Walden, il teorico dell'espressionismo e fondatore di "Der Sturm", frequentava assiduamente il Café des Westens.
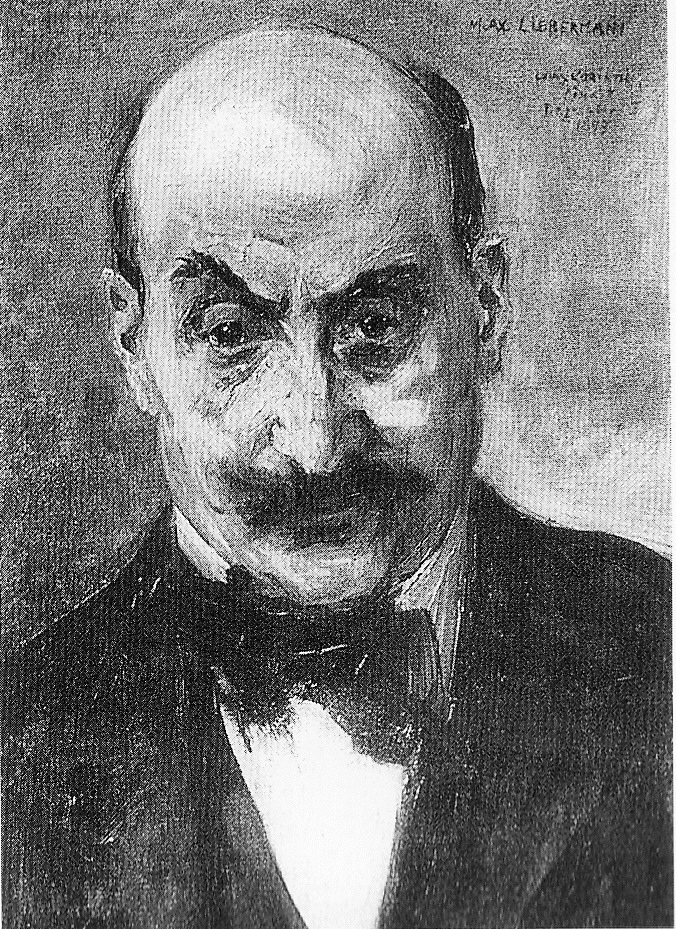
Max Liebermann, grande pittore che importò l'impressionismo in Germania, fu a lungo presidente della Secessione.
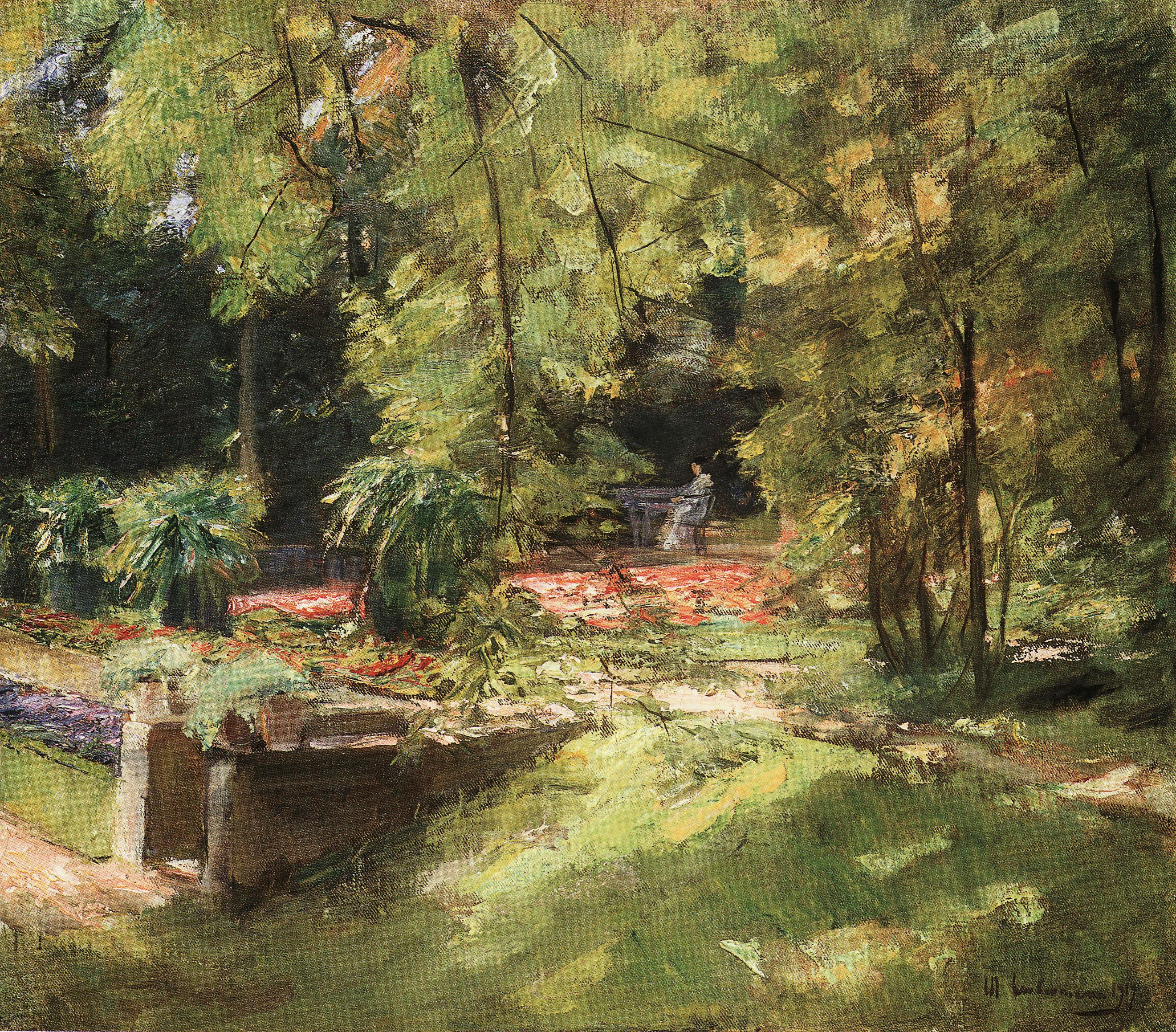
Max Liebermann: giardino
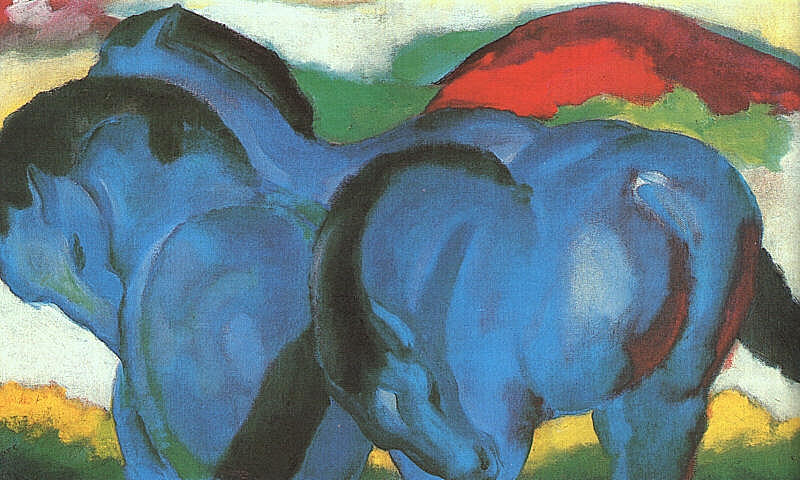
Franz Marc viveva a Dresda, ma fu uno dei pittori più innovativi legati alla Secessione berlinese
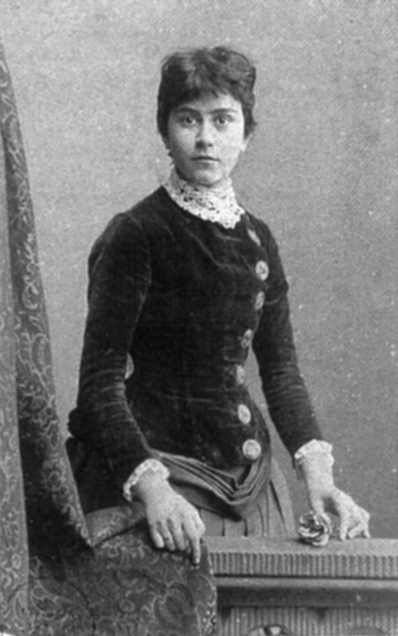
Else Lasker Schüler, la più nota poetessa espressionista. Il gruppo degli espressionisti si riuniva quotidianamente intorno a lei.
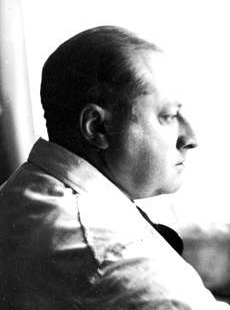
Gottfried Benn, poeta ed anatomopatologo, fece parte da giovane del gruppo degli espressionisti ed ebbe un breve ma intenso legame sentimentale con Else Lasker Schüler.
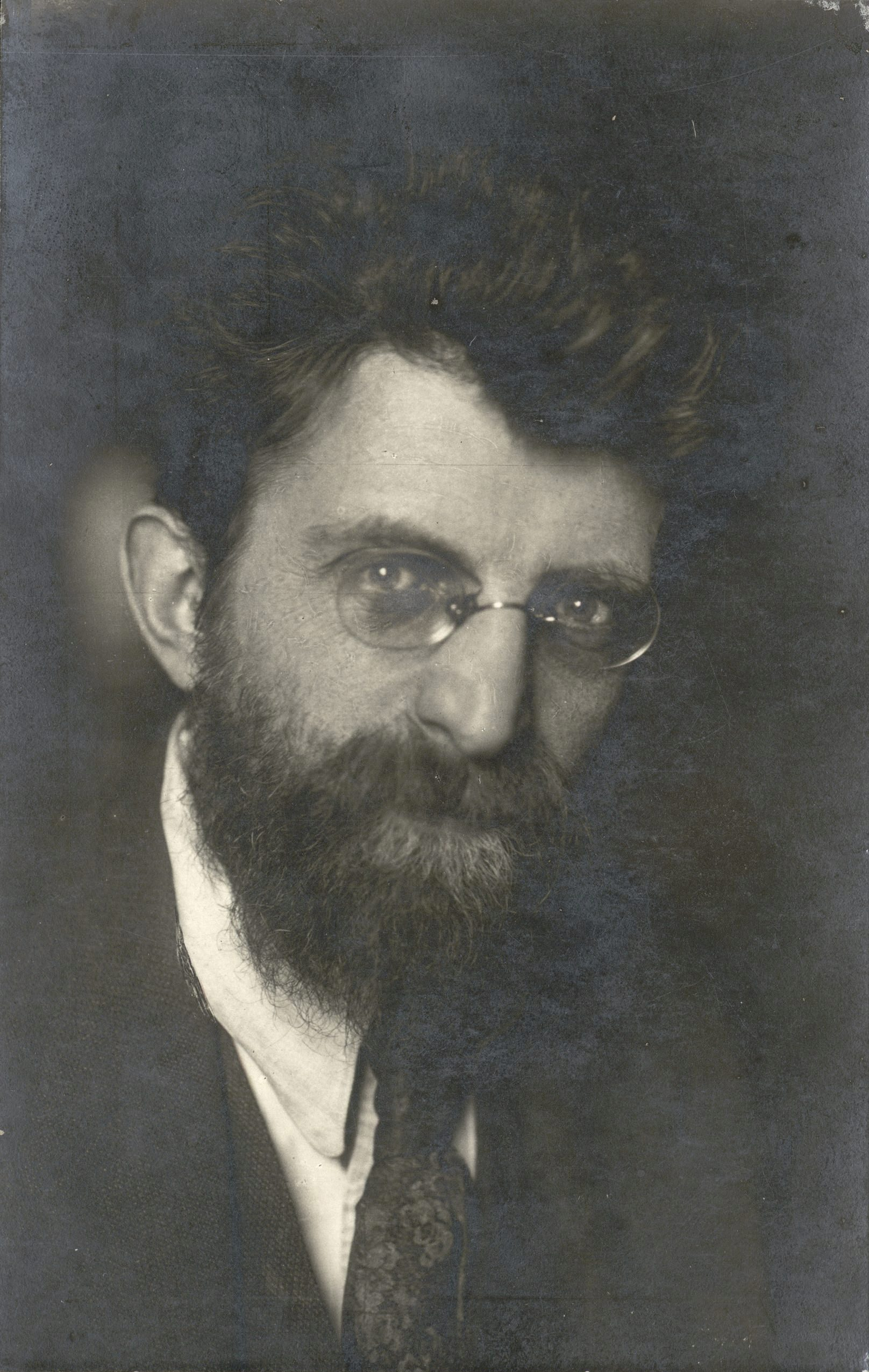
Erich Mühsam, "il nemico di tutti i barbieri" era poeta e pubblicisa anarchico. Fu una delle prime vittime del Nazionasocialismo.

### Circenses
Sul Kurfürstendamm stesso, e negli immediati dintorni, si trovavano poi teatri e gallerie d'arte. Ma il viale ospitò anche forme di spettacolo e divertimento molto più popolari. Per esempio, nel 1890,  in un terreno incolto sul lato sud della Gutenberg- (oggi Breitscheid-) Platz,, Buffalo Bill piantò il tendone del suo circo, seguito immediatamente dal circo del suo concorrente, il Dott. Carver, “il più grande tiratore scelto del mondo”. Nell'estate del 1897, tra il Kurfürstendamm e l'attuale, elegante Savignyplatz, i berlinesi poterono visitare la ”esposizione del Transwaal” dove, in mezzo a una scenografia che riproduceva un paesaggio sudafricano, si trovavano le ricostruzioni di un villaggio aborigeno e di un villaggio boero con tanto di abitanti, neri gli uni, bianchi gli altri, in mezzo a qualche animale.

Due degli intrattenimenti più stravaganti furono, rispettivamente nel 1904 e nel 1905, i Flottenspiele (Giochi navali) e l'”Untergang von Pompei” (“Gli ultimi giorni di Pompei”), che sfruttarono entrambi il vasto terreno dove ora sorgono Lehniner Platz e la Schaubühne. Per il primo spettacolo venne scavato un grande bacino artificiale dove venivano riprodotte, con navi a scala ridotta, le più famose battaglie navali dell'epoca. Il secondo consisteva in un grandioso spettacolo coreografico ispirato al celebre romanzo di Edward Bulwer-Lytton,“Gli ultimi giorni di Pompei”. Alla fine del balletto, ogni sera, coi fuochi d'artificio si riproduceva l'eruzione del Vesuvio con annesso crollo dell'intera scenografia.

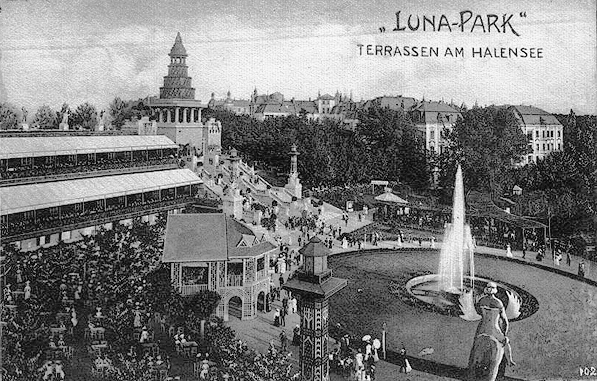
Il Luna Park si ispirava all'omonimo parco di Cony Iland a New Yor. Era grande, spettacolare e molto fantasioso.

Il divertimento popolare di maggior successo fu però il “Luna Park”, un enorme e barocco parco di attrazioni, realizzato sul modello dell'omonimo impianto di Coney Iland a New York. Si trovava accanto alla attuale Rathenauplatz, inglobava lo Halensee e rimase in attività fino al 1935.

## La prima guerra mondiale
Gli uomini al fronte, le finanze impegnate nello sforzo bellico, le notizie tragiche che giungevano dal fronte e, infine, lˈavvicinarsi inesorabile della sconfitta. La prima guerra mondiale non fu certo un periodo fasto per le attività che caratterizzavano il Kurfürstendamm. Essa rappresentò una lunga pausa nelle attività del boulevard. Alcune installazioni vennero proprio chiuse chiuse: nel “Luna park”, per esempio, furono installati un ospedale militare e una fabbrica di conserve destinate all'esercito.

## Gli anni della Repubblica di Weimar: l'epoca d'oro del Kurfürstendamm

### La repubblica di Weimar
Per tutte le nazioni europee il dopoguerra fu un periodo di rivolgimenti sociali e politici. Ai problemi economici, che tormentarono tutte le nazioni europee, in Germania si aggiunsero la frustrazione per la sconfitta, tentativi di insurrezione da parte dei comunisti e un'attività che oggi non esiteremmo a definire terrorista da parte dei nazionalisti. Il Kaiser fu costretto ad abdicare e andare in esilio. I comunisti tentarono di instaurare una repubblica sovietica. I socialdemocratici e i partiti di centro riuscirono, sfidando la violenza dell'estrema sinistra e dell'estrema destra, a imporre la creazione di una repubblica parlamentare e democratica: la cosiddetta Repubblica di Weimar, che riuscì a resistere per 14 anni pur in mezzo a mille difficoltà di ordine economico e politico.

### Il Kurfürstendamm diventa il centro della vita berlinese

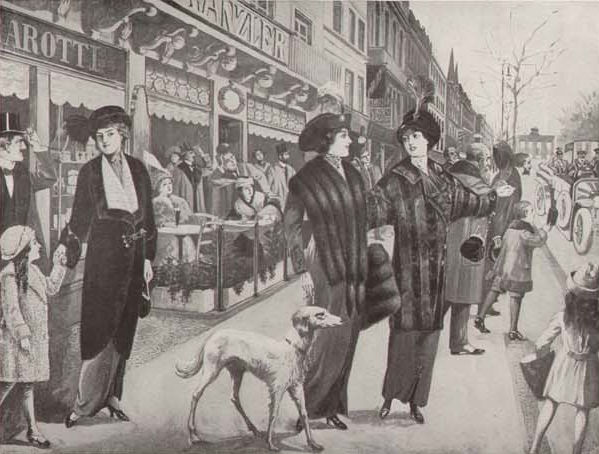
Davanti al caffè Kranzler

Un grande cambiamento attendeva anche Berlino. Nel 1920 i confini della capitale vennero estesi fino ad inglobare le città e i comuni limitrofi, ormai completamente conurbati. Anche Charlottenburg, Wilmersdorf e Halensee, i tre comuni che attraversava il Kurfürstendamm, furono annessi alla "Grande Berlino". Essi rimanevano quartieri periferici ma, dal punto di vista dello spettacolo, della vita culturale e del divertimento, il Kurfürstendamm divenne più importante del centro stesso, in cui questa funzione era svolta soprattutto da Friedrichstraße. Franz Lederer scrive in una guida:
"Il Kurfürstendamm è diventato la principale strada dei divertimenti di tutta Berlino e, da questo punto di vista, ha ormai sorpassato persino Friedrichstraße. Vi si trovano, uno dopo l'altro e senza soluzione di continuità, cinema, caffè, bar, cabaret, birrerie, enoteche, e librerie, e gallerie d'arte, e negozi di moda e commerci di lusso”.

### Nuove architetture
Nel periodo successivo alla prima guerra mondiale cambiò radicalmente la concezione dell'architettura, e questo cambiamento lasciò alcune tracce importanti sul Kurfürstendamm.
Le costruzioni realizzate in quegli anni sono prodotti del movimento moderno, si caratterizzavano per il razionalismo, il funzionalismo e la preferenza per la purezza geometrica. Ma soprattutto sembravano applicare alla lettera il dogma di Adolf Loos contenuto nel titolo del suo pamphlet del 1908: "L'ornamento è un delitto". L'assenza totale di elementi decorativi caratterizzava infatti gli edifici nuovi rispetto a quelli costruiti prima della guerra, stracarichi di ornamenti.
Due di questi nuovi edifici possono essere annoverati tra i veri capolavori dell'architettura del 1900.
Uno di essi è ancora visibile, poiché è stato ricostruito alcuni anni dopo la seconda guerra mondiale. Si tratta del complesso WOGA di Lehniner Platz, progettato de Erich Mendelsohn'. È costituito da un insieme di palazzi d'abitazione e da due edifici pubblici.  Uno di questi era il cinema “Universum”. Ricostruito in modo identico dopo la guerra è stato poi trasformato in teatro negli anni 1970: la celebre “Schaubühne“. Al cinema "Universum" faceva da pendant un altro edificio, dove si trovavano il teatro della compagnia "Kabarett der Komiker" (Cabaret dei comici) e il caffè  “Leon”, che fu la postazione di lavoro di Erich Kaestner.
L'altro capolavoro architettonico, distrutto durante la guerra, non è stato ricostruito. Era stato progettato da quello che fu forse il più grande architetto tedesco della prima metà del Novecento, Hans Poelzig. Si trovava sul lato nord dell'attuale Breitscheidtplatz, comprendeva diversi locali commerciali e il Cinema “Capitol”. Oggi se ne può vedere una sorta di avatar, molto belloː sul terreno che esso occupava è stato costruito, nel 1955, il centro commerciale chiamato "Zentrum am Zoo" e soprannominato “Bikini Berlin”

È anche da segnalare il fatto che le facciate di alcuni edifici vennero il quel periodo "trasformate" in modo da rispettare i canoni della nuova moda architettonica (Neue Sachlichkeit).  

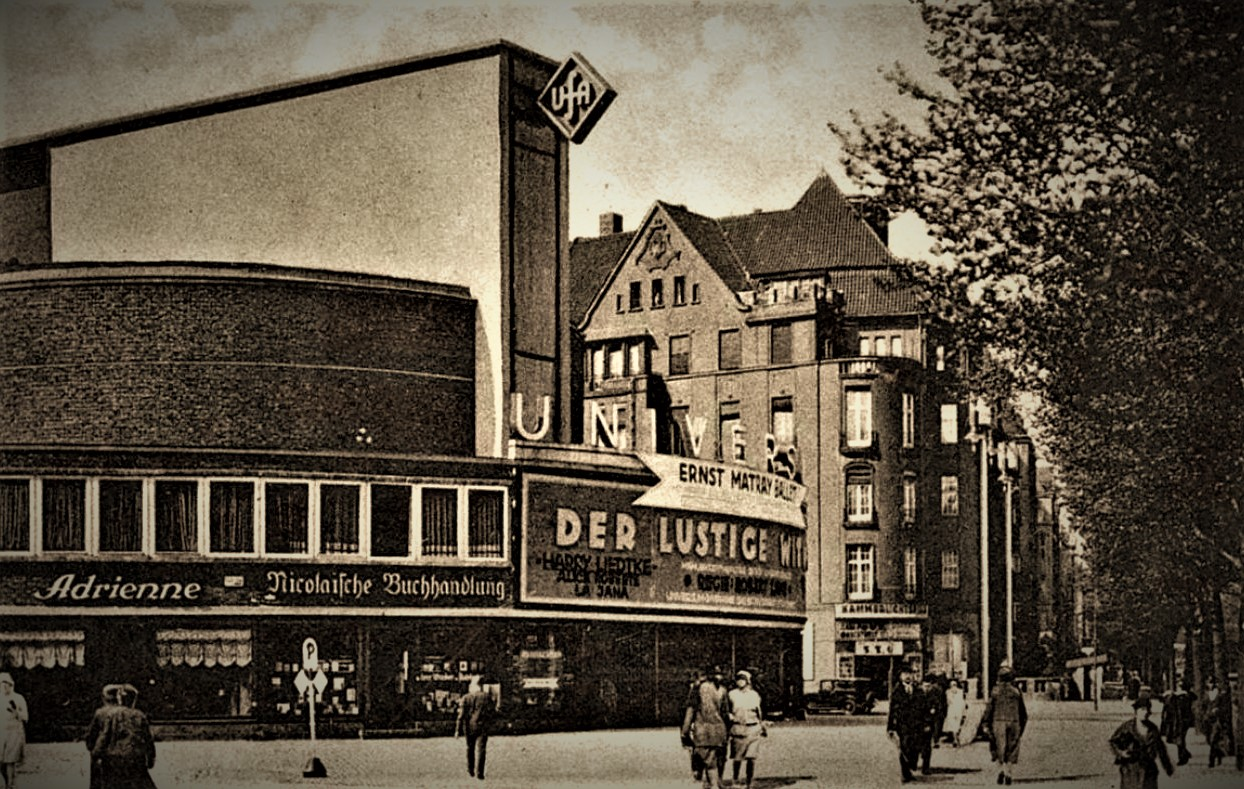
Il cinema Universum di E. Mendelsohn
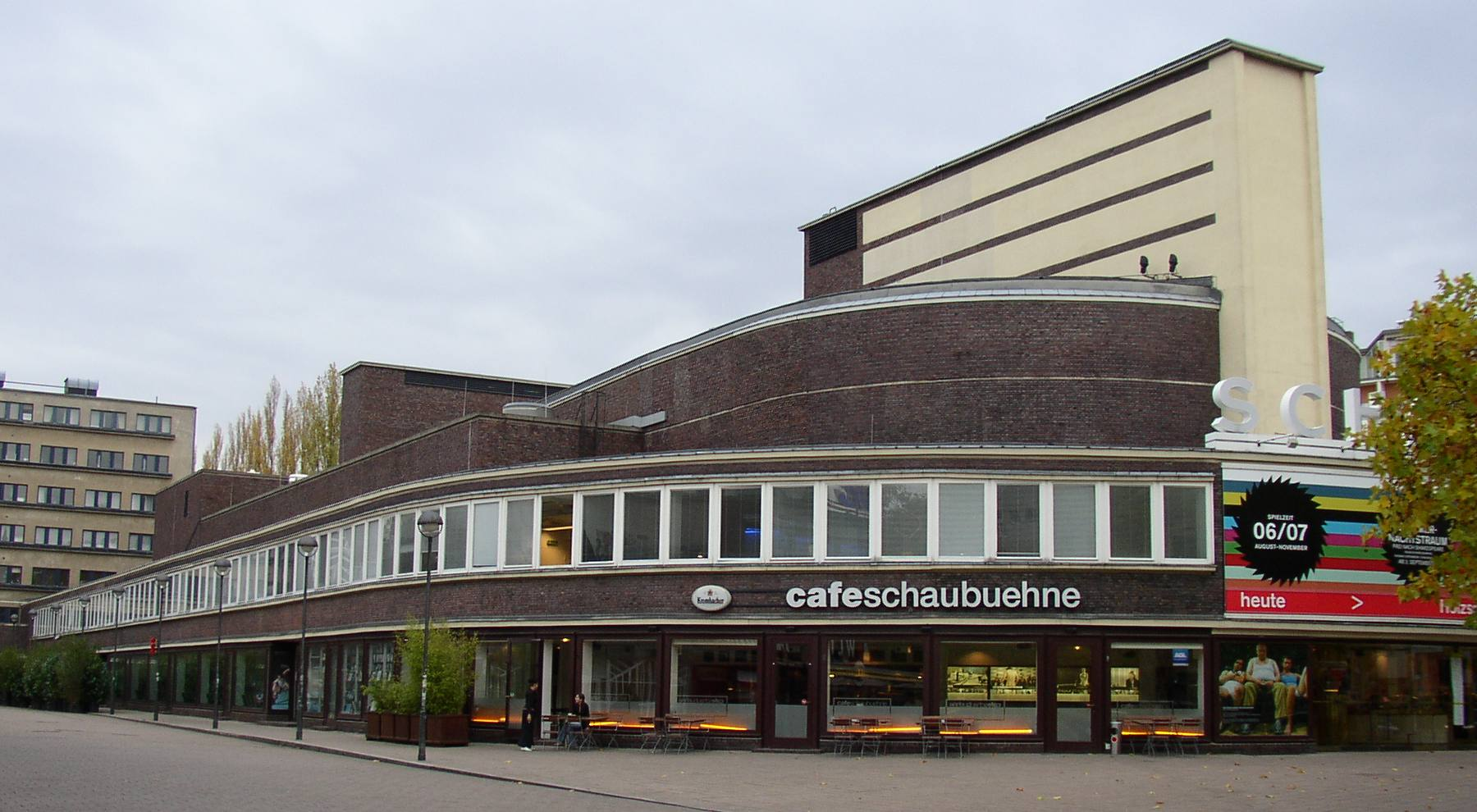
Il locale del cinema Universum trasformato oggi in teatro (La Schaubühne)
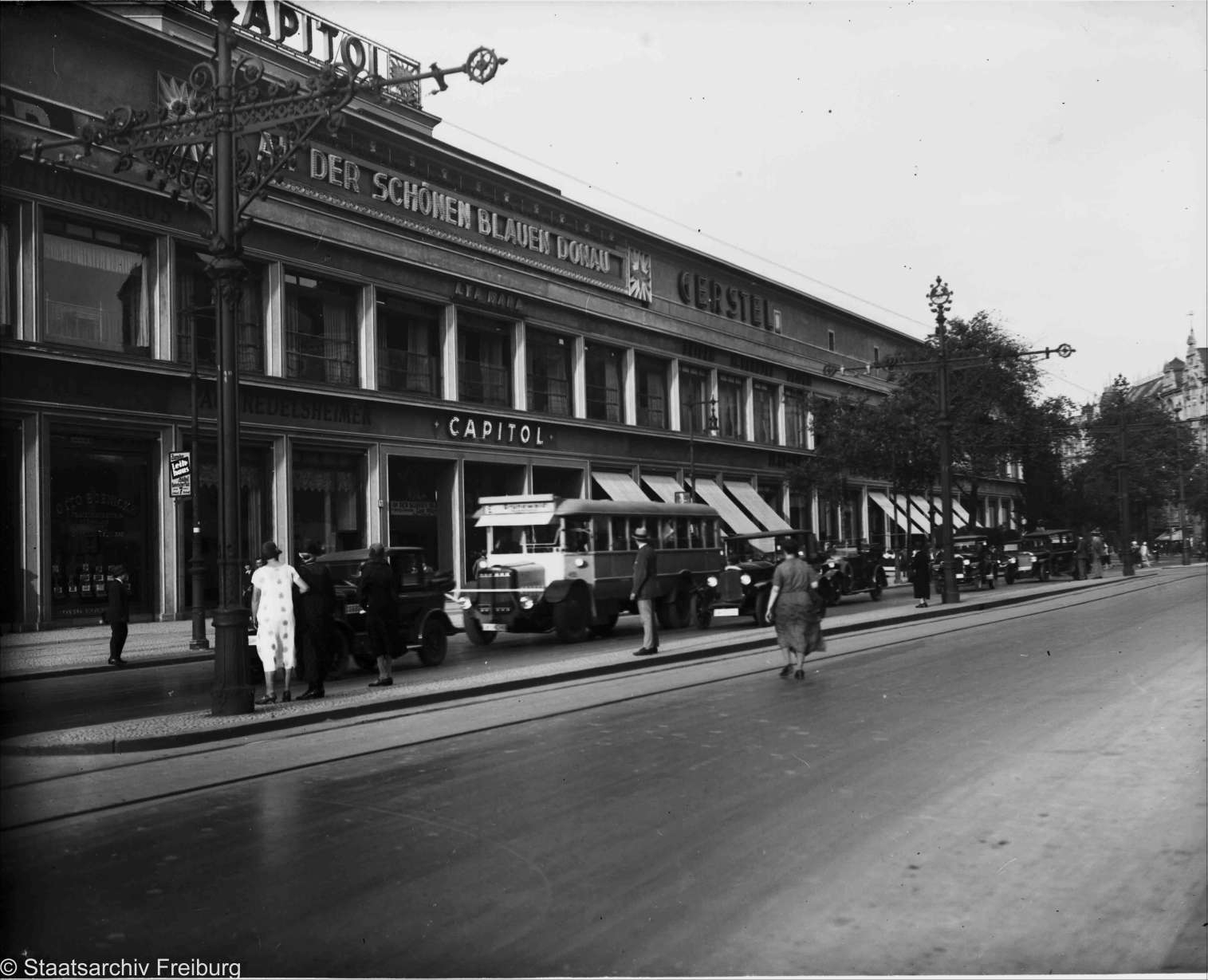
L'edificio di Poelzig ad Auguste-Viktoria-Platz col cinema Capitol
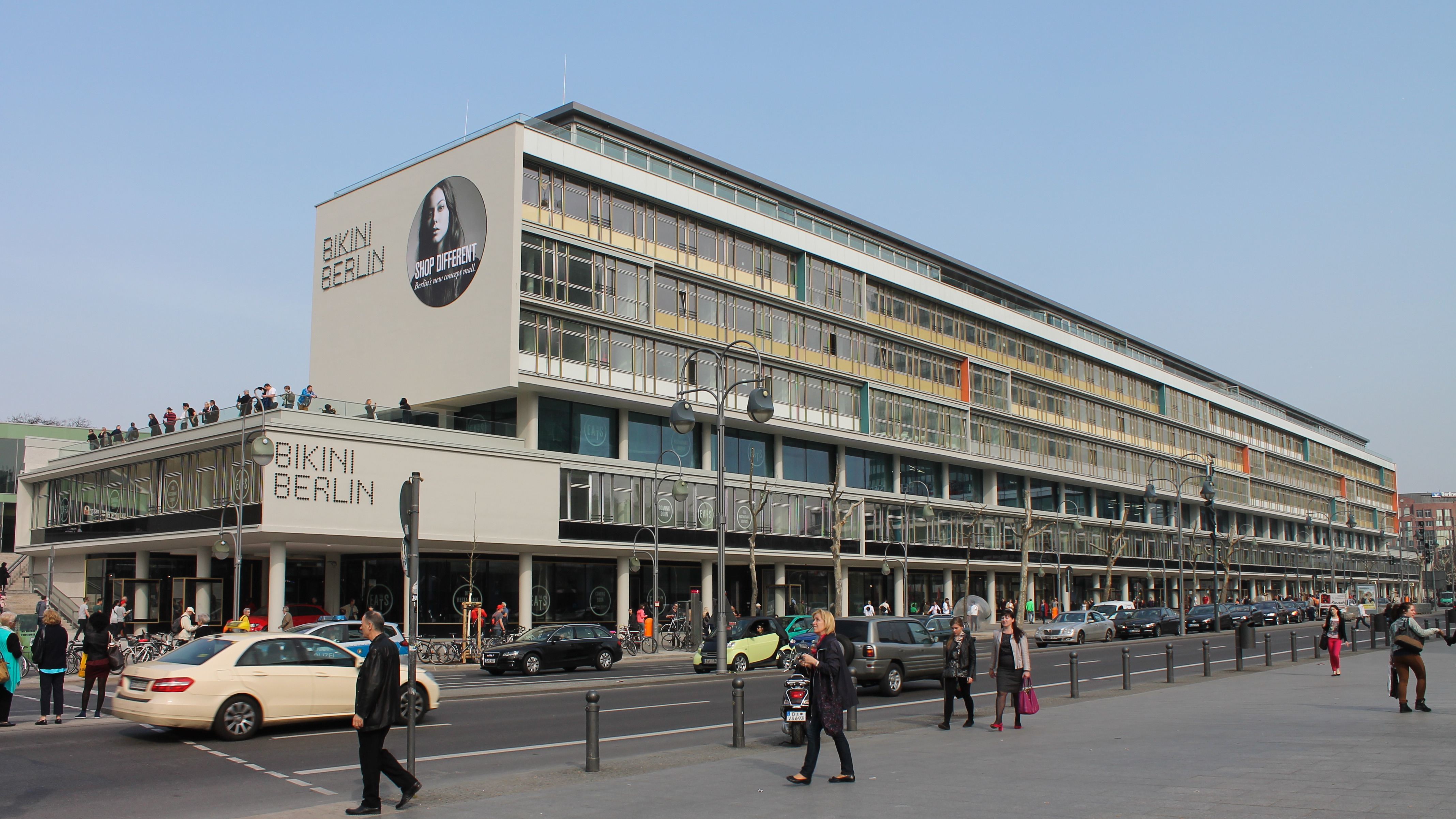
Il Zentrum am Zoo nel 2014

### La vita culturale e lo sviluppo delle nuove arti (cinema, varietà)
Negli anni di Weimar, il Kurfürstendamm ebbe, nella vita dell'intellighenzia berlinese, un ruolo ancora più rilevante di quello che esso aveva auto prima della guerra. La maggior parte dei protagonisti degli anni 1895-1915 erano ancora attivi e continuavano ad avere sul boulevard i loro quartieri generali, anche se alcuni di essi, come Max Liebermann, rivestivano ormai un ruolo ufficiale. Accanto a loro apparvero però nuove figure, come Alfred Döblin, Bertholt Brecht o Erich Kaestner, mentre si affermava una nuova industria culturale che richiedeva la collaborazione di scrittori e artisti: il cinema. Nei caffè della zona si incontravano regolarmente ora anche Ernst Lubitsch, Fritz Lang, Billy Wilder, Asta Nielsen o Paola Negri. Anche il varietà e il cabaret ebbero un nuovo sviluppo. Nelle vicinanze abitavano musicisti come Victor Hollaender o Rudolf Nelson, noti pianisti e autori di famose canzoni.  Il secondo fu anche un geniale impresario: portó per esempio a Berlino, nel suo teatro sul Kurfürstendamm, per un anno, la grande diva del varietà dell'epoca, la franco-americana Josephine Baker).

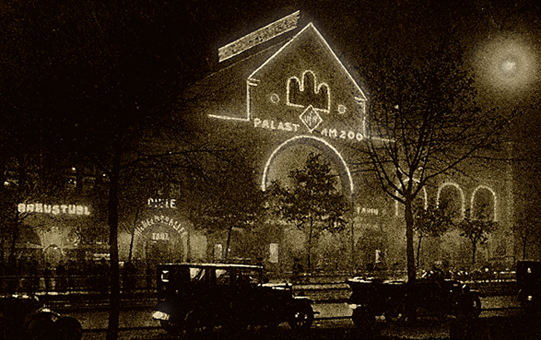
Il cinema UFA Palast. Sul Kurfürstendamm le grandi case di produzione tedesche aprirono negli anni 1920 dei cinema lussuosissimi destinati alla presentazione dei loro nuovi film.

### Il "Romanisches Café"

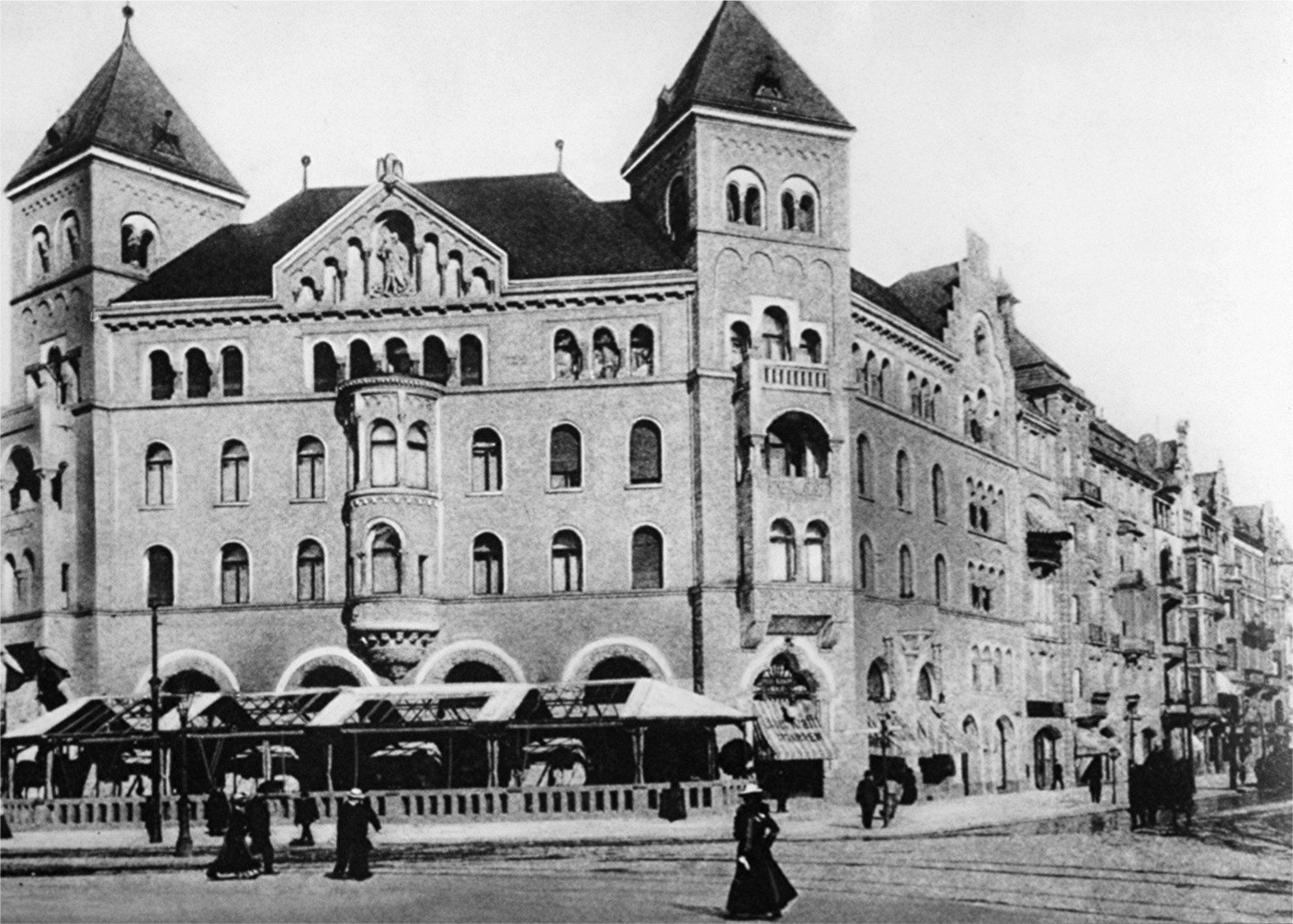
Il romanisches Café nella romanisches Haus

Dopo la guerra, Il “Café des Westens”, che nel 1913 si era trasferito ed era diventato più chic, non attirava più il pubblico degli intellettuali. Questi presero invece a frequentare invece il “Romanisches Café” (caffè "romanico": nome che gli veniva dall'edificio dove si trovava, una delle due case "romaniche" dell'attuale Breischeidplatz). Ma, a differenza del "Café des Westens", solo per alcuni di loro esso era il luogo dove passare la giornata a discutere e lavorare. Tra questi vanno ricordati gli espressionisti, a cui si aggregò Döblin, i pittori, e i vecchi esponenti della Bohème. Ma va ricordato Pirandello che, durante il soggiorno berlinese del 1928-1930, aveva in questo locale un tavolo fisso, dove si recava ogni giorno. Alcuni personaggi noti preferivano invece altri locali. Per esempio, Brecht aveva un suo tavolo al ristorante “Schlichter”, non lontano (ma neanche vicinissimo) dal Kurfürstendamm. La gente di teatro si ritrovava nel caffè ristorante “Schwanneke”, i cineasti nella Gaststätte Josty, a Potsdamer Platz. Tuttavia il “Romanisches Café“ rimase, durante tutto il periodo di Weimar, il caffè letterario di Berlino per eccellenza, quello in cui era possibile incontrare amici, colleghi e finanziatori, il luogo in cui ci si dava comunque appuntamento, anche se poi si andava a mangiare (meglio) altrove.

## Il Kurfürstendamm durante il nazionalsocialimo
Già a partire dal 1926, quando fu nominato capo della federazione berlinese del partito Nazionalsocialista, Josph Goebbels cominciò a lanciare minacciosi strali contro frequentatori e abitanti del Kurfürstendamm (e di tutto l'ovest berlinese). Tra di loro c'era una elevata percentuale di ebrei - e si trattava per di più di professionisti di successo, il cui benessere veniva additato, dal populismo nazionalsocialista, all'invidia dei poveri. Li descriveva rabbiosamente come “ebrei ricchi e comunisti”, la cui ricchezza derivava dallo sfruttamento del popolo tedesco. La loro vita - nelle parole di Goebbels - si divideva tra complotti e dissolutezza, “passavano le giornate nel Romanisches Café a rimuginare i loro sinistri piani rivoluzionari” e, a sera, andavano “a ballare musica suonata da orchestre di negri, e a deridere la povertà che imperversa in quest'epoca”. Il colmo era che gli intellettuali che appartenevano a questa genia dominavano l'opinione pubblica.
Il futuro ministro della Propaganda nazista puntava, con queste parole, a strumentalizzare la naturale invidia della popolazione povera contro i ricchi, per diffondere odio nei confronti degli ebrei e degli avversari politici. Il Kurfürstendamm sembrava un concentrato di tutto ciò che i nazisti detestavano e volevano sopprimere.
Dopo la presa del potere, sul viale si abbatté la stessa tragedia che colpì il resto della Germania. Gli intellettuali non nazisti vennero perseguitati, alcuni di loro (Erich Mühsam, Carl von Ossietzki) vennero rapidamente arrestati, torturati e uccisi. La maggior parte riuscì a fuggire all'estero, dove però visse l'amarezza e in molti casi la povertà tipiche dell'esilio.
Cominciò l'espropriazione delle ditte appartenenti ad ebrei. Anche il Lunapark venne “arianizzato” e chiuse i battenti nel 1935.

Il Kurfürstendamm continuava tuttavia ad essere meta di divertimento e di vita notturna e, nei suoi locali, eleganti come prima, si potevano ora incontrare le nuove vedettes dell'era nazista, come Gustav Gründgens, Leni Riefenstahl o Zarah Leander.

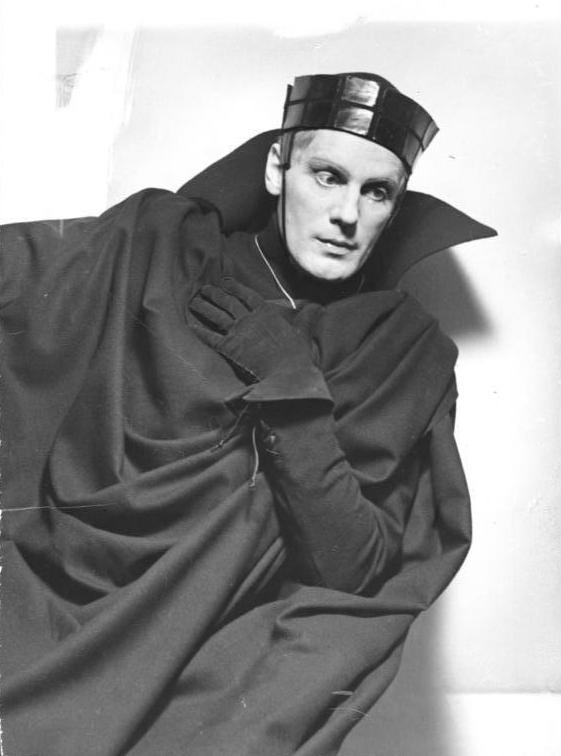
Gustav Gründgens
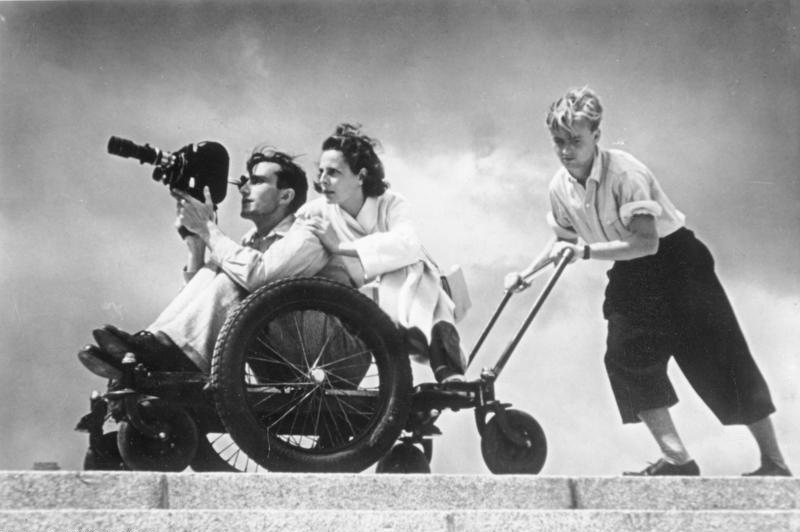
Leni Riefenstahl, la grande regista dell'epoca nazista
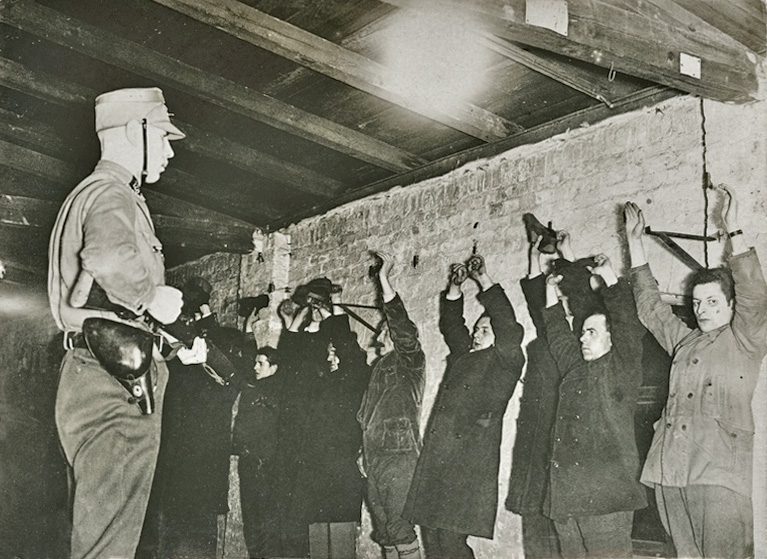
Razzia delle SA nel 1933 (non sul Kurfürstendamm)

## La guerra
La guerra, per quel che riguarda il Kurfürstendamm si può riassumere nelle distruzioni dovute ai bombardamenti. Fin dal primo giorno dei raids aerei su Berlino, cominciati il 22 novembre 1943, si vide come degli splendidi edifici di Breischeidplatz rimanesse solo un cumulo di macerie. Il giorno dopo un aereo americano precipitò dentro al grande magazzino KaDeWe, che bruciò interamente. I bombardamenti si ripeterono nel '44 e nel '45. Tuttavia il Kurfürstendamm risultava, come il resto della città, irregolarmente colpito. La maggior parte degli edifici, 190 su 235, erano totalmente o in gran parte distrutti, ma alcuni tratti del viale erano rimasti quasi intatti.

## Dalla divisione all'unificazione della Germania: 1945-1989

### La divisione della Germania e di Berlino
La guerra finì ai primi di maggio del 1945. La Germania fu divisa in quattro zone, affidate alle 4 potenze vincitrici: Unione Sovietica, Stati Uniti, Regno Unito e Francia. Berlino, benché si trovasse interamente all'interno della zona sovietica, fu divisa a sua volta in quattro settori, affidati alle stesse potenze. L´amministrazione della città, dopo un primo tentativo unitario, fu affidata a due giunte comunali diverse: una per il settore sovietico e l´altra per l´insieme degli altri settori. La città risultò così divisa in due entità indipendenti, che presero i nomi ufficiosi di Berlino Est e Berlino Ovest.
Nella zona Sovietica venne costituita, nel 1949, la Repubblica Democratica Tedesca (RDT), strutturata secondo gli schemi del “centralismo democratico” marxista: il potere era nelle mani del partito della classe operaia, il Partito Socialista Unitario o SED. Altri partiti sussistevano, ma non avevano nessun reale potere. L´economia era basata sulla proprietà pubblica e la pianificazione statale; una forte polizia, in parte segreta, sorvegliava da vicino i cittadini e impediva che esprimessero il loro dissenso rispetto al sistema politico o ai dirigenti della SED. Lo stesso anno, nelle zone affidate alle potenze occidentali, venne costituita la Repubblica Federale Tedesca (RFT), con un regime politico liberal-democratico, basato sull'esistenza di diversi partiti e l'attribuzione del potere politico ad uno di essi, o ad una coalizione, attraverso elezioni. La sua economia era basata sull'iniziativa privata, anche se contemperata da interventi pubblici che assicuravano varie forme di redistribuzione per il tramite dello stato sociale. La polizia si limitava, in linea di principio, al controllo dell'ordine pubblico. La RDT farà parte del blocco dei paesi alleati dell'Unione Sovietica; la RFT sarà molto legata agli Stati Uniti.
Come abbiamo detto, Berlino si trovava completamente all'interno della zona sovietica (e successivamente della RDT): i territori della RFT più vicini alla ex capitale tedesca distavano almeno 150 km.
Nel corso della guerra erano andate distrutte circa 600.000 abitazioni; i senza tetto erano almeno 1.700.000 La ricostruzione durò parecchi anni e, a Berlino Ovest, venne realizzata soprattutto nel corso degli anni 1960.
A rallentarla furono in parte l'ampiezza dei lavori necessari e la scarsità dei fondi disponibili. Ma su questo ritardo ebbe un ruolo altrettanto determinante l'incertezza sull'avvenire della città. Infatti l'Unione Sovietica manifestò più volte l'intenzione di annettere l'intera Berlino alla sua zona e alla costituenda Repubblica Democratica; l´episodio più grave fu il blocco di tutte le vie di comunicazione tra Berlino Ovest e il resto della Germania. Il blocco durò dal giugno 1948 al maggio 1949. Gli Stati Uniti, difesero però l'indipendenza dei settori alleati rispetto all'Unione Sovietica e imposero che Berlino Ovest venisse annessa alla costituenda Repubblica Federale. La loro fermezza dissipò l'incertezza sul futuro della città, così che a Berlino Ovest si cominciarono a investire i capitali necessari a iniziare la ricostruzione Questi capitali provenivano in gran parte dagli Stati Uniti grazie al Piano Marshall.

### Il Kurfürstendamm negli anni dell'incertezza (maggio 1945-maggio 1949): rapida ripresa degli spettacoli e del commercio
Nel periodo compreso tra aprile e luglio 1945, in attesa dell'arrivo degli altri Alleati, l'intera città fu governata dal comando militare dell'esercito sovietico, quello che l'aveva espugnata con una lunga e terribile battaglia. Il generale Bersarin, capo delle truppe sovietiche e governatore militare di Berlino, emise la sua prima ordinanza il 28 aprile 1945. Tra le tante misure che essa conteneva, c'era l'imposizione del coprifuoco. Ma l'ordinanza prevedeva una eccezione a questa misura: si permetteva ai “cinema, teatri, circhi e stadi” di rimanere aperti fino alle ore 21. Questa eccezione si rivelò decisiva per la ripresa delle attività sul Kurfürstendamm, la strada con la più alta concentrazione di luoghi di spettacolo. Essa, oltretutto oramai non aveva più concorrenti, dato che la sua tradizionale “rivale”, Friedrichstraße, non esisteva praticamente più (il centro di Berlino era stato bombardato più intensamente dell'Ovest, e pochissimi edifici rimanevano in piedi).
In effetti, non più di tre settimane dopo la capitolazione, il 26 maggio, riapriva i battenti il Renaissance-Theater, non lontano dal Kurfürstendamm. Il 1º giugno la compagnia "Kabarett der Komiker” recuperava il suo vecchio locale di Lehniner Platz, che era parzialmente utilizzabile. Si cominciarono a restaurare le altre sale che, pur danneggiate, erano rimaste più o meno in piedi. Le si coprì con tettoie di fortuna e si risistemò alla meglio l'interno. Anche l'attività di caffè, ristoranti e negozi riprese piuttosto rapidamente, benché, tranne qualche eccezione, il loro arredamento consistesse in non più “di un paio di tavoli messi sul marciapiede in uno spiazzo ricavato tra le macerie”.
Nel luglio del 1946 risultavano già aperti ben 210 negozi, di cui 43 di abbigliamento moda, una delle specializzazioni tradizionali del Ku´damm. Due anni dopo, nel 1948, apriva addirittura uno splendido salone di alta moda, “Eva Moden”, allestito in un edificio in cui erano rimasti solo il pian terreno e il primo piano. La sua clientela era costituita essenzialmente dalle mogli degli ufficiali delle forze d'occupazione. Tra le macerie, con mezzi di fortuna, in edifici che rimarranno a lungo mezzi diroccati, il Kurfürstendamm tornava ad essere la principale strada del divertimento e del commercio di lusso della disastrata Berlino.
Fotografia del ristorante Burgkeller nel 1947
Mai più tornerà però ad essere la strada della cultura.

### Tra il blocco e il muro (1949-1961)
Nel 1951 venne creato il Festival Internazionale del Cinema di Berlino. La cosiddetta “Berlinale” diede al Kurfürstendamm un nuovo respiro mondano. Dal 1953, infatti, il festival si svolse soprattutto nelle grandi sale del boulevard. Alcune di quelle create negli anni Venti erano sopravvissute alla guerra. Altre, belle e lussuose, vennero costruite in quegli anni. Il viale tornò così ad essere il centro cinematografico di Berlino e, in occasione del festival, vedeva sfilare le grandi vedettes del cinema mondiale.
In quegli anni il Kurfürstendamm ricevette anche una nuova impronta dal punto di vista architettonico. Venne infatti costruita una serie di edifici di grandi dimensioni, improntati a uno stile tipicamente “anni Cinquanta”. L'opinione pubblica vide con grande favore questi interventi. Essa desiderava addirittura di veder scomparire ogni traccia del passato e che il Kurfürstendamm venisse interamente ricostruito in uno stile totalmente nuovo, americanizzante, che in quegli anni sembrava essere un must per la maggior parte delle città provinciali, come era ormai diventata Berlino.

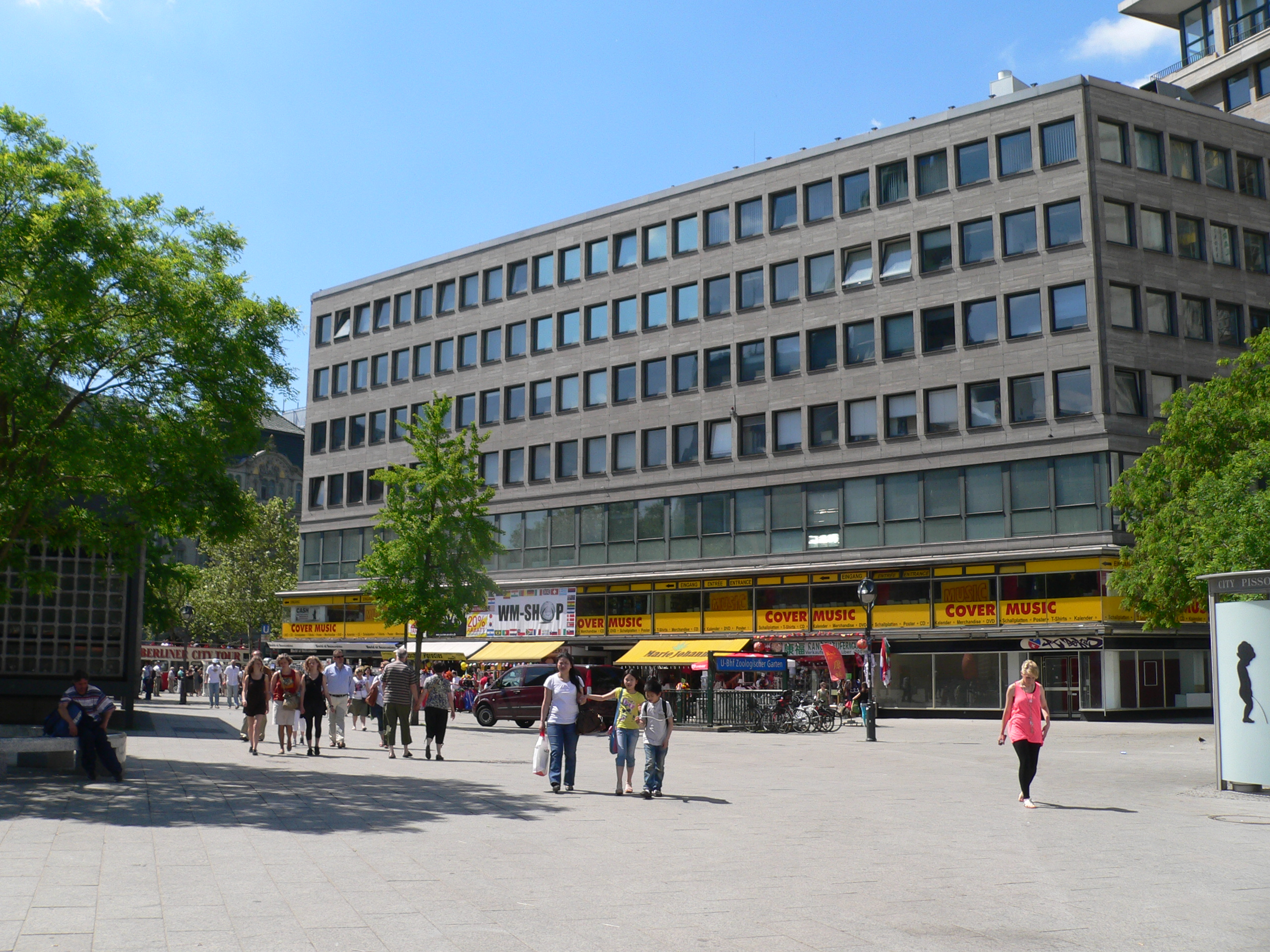
Schimmelpfenghaus 1957-1960
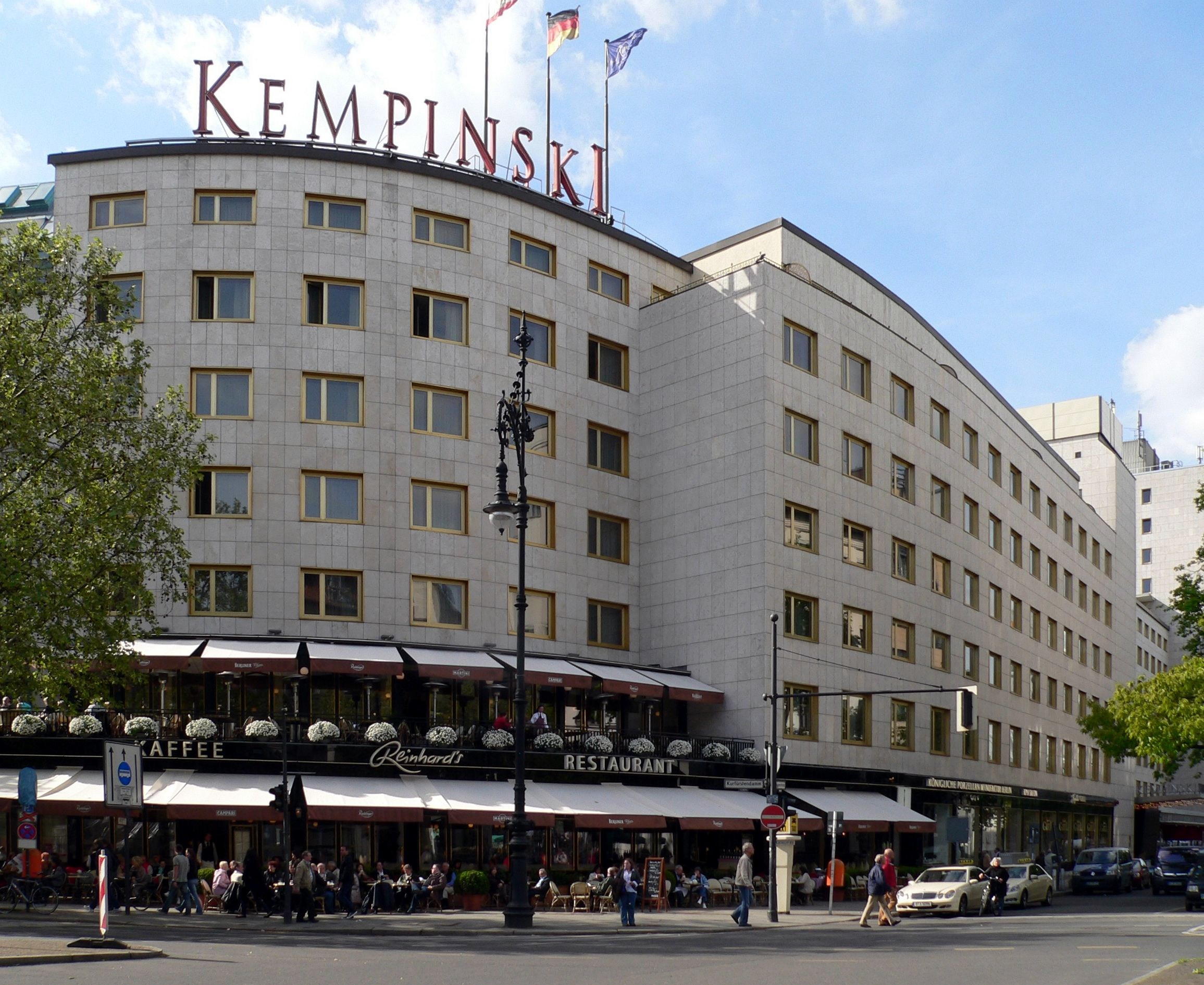
L'hotel Kempinski 1952
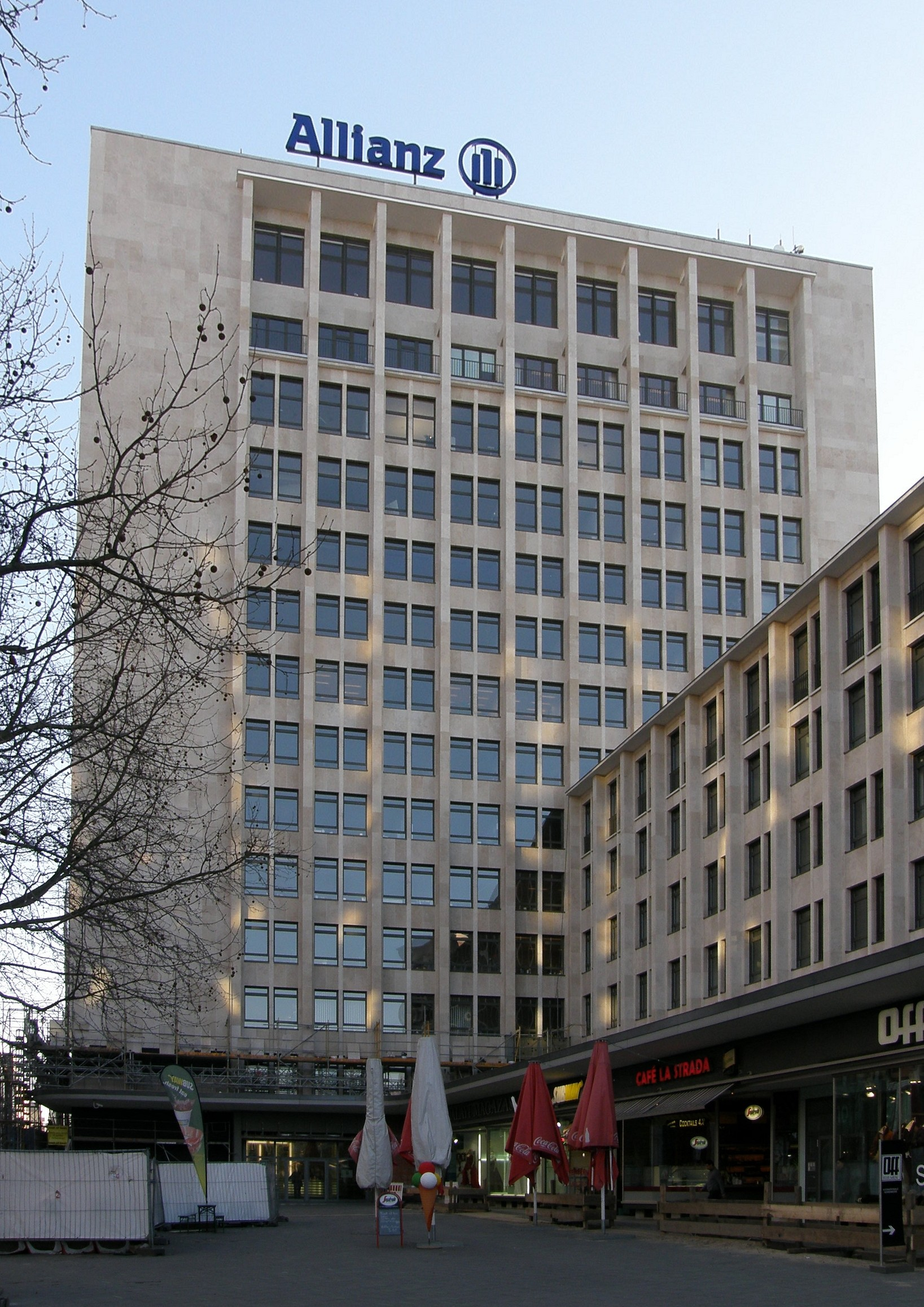
Grattacielo Allianz 1955

### Tra la costruzione del muro e la riunificazione (1961-1989)

#### Centro di Berlino Ovest
Con la costruzione del muro, la metà occidentale di Berlino si trovò isolata da tutti i quartieri dell'ex settore sovietico. Il Kurfürstendamm acquisì perciò un nuovo, importante ruolo: vetrina commerciale, sede di istituzioni conviviali, come caffè e ristoranti, cinema e teatri.
Prima della guerra esisteva un centro dell'intera città: la zona compresa tra il Parlamento, il viale Unter den Linden, l'isola dei musei e Leipziger Straße. Friedrichstraße era l´asse nord-sud di questo centro. Il Kurfürstendamm restava in periferia, anche se era il centro del lusso, del divertimento e della vita intellettuale. Ora da una parte il vecchio centro era stato cancellato dalla guerra e apparteneva a Berlino Est. D'altra parte, a Berlino Ovest, il Kurfürstendamm si veniva a trovare in una posizione piuttosto centrale. Per questa ragione, e a causa della sua tradizione di vetrina commerciale e conviviale, esso era in qualche modo predestinato ad assumere la funzione di centro-città nell'Ovest. Come sottolineano Dunker e Metzger, il Kurfürstendamm divenne il centro simbolico della città. Il centro amministrativo era altrove (nel municipio di Schöneberg, che ospitava il sindaco di Berlino). Ma il Kurfürstendamm era una meta sistematica per i turisti, una tappa obbligata per i politici in visita ufficiale, il luogo delle manifestazioni politiche. Nel 1963 la popolazione berlinese vi accorse per manifestare la sua simpatia per John F. Kennedy. Intorno al 1968 fu invece teatro di cortei studenteschi e di scontri con la polizia.  Ma vi verranno anche accolti gli astronauti americani della missione sbarcata sulla Luna, i presidenti americani Nixon, Carter e Reagan, la Regina Elisabetta e tanti altri.
Però il Kurfürstendamm non era più quella specie di gigantesco e stravagante salotto che era stato prima della guerra, capace di accogliere caffè signorili e balere popolari, gallerie d'arte e giostre. Molti dei vecchi palazzi eleganti esistevano ancora, nuove costruzioni in stile "moderno" cercavano di mantenere alto lo standing del boulevard, ma la componente popolare adesso era rappresentata da chioschi che vendevano salsicce e bibite, da sale da gioco, da sex shops, e da night club intorno ai quali fiorivano prostituzione e gangsterismo. Un'interpretazione piuttosto riduttiva della nozione di divertimento popolare.

#### Un'architettura alla rincorsa della modernità
Quando venne eretto il muro, le macerie erano state da tempo sgombrate ma. Tra gli edifici che era possibile salvare e venivano lentamente restaurati, rimanevano i vuoti di quelli che erano stati irrimediabilmente distrutti. Mentre altre strade questi buchi sono rimasti a lungo, conferendo a Berlino il suo tipico aspetto di città in un perpetuo dopoguerra, il prestigio del Kurfürstendamm fece sì che qui fosse presto intrapresa la costruzione di nuovi edifici, che contribuirono alla modernizzazione della città.

Rimanevano tuttavia grandi tratti del boulevard che le bombe avevano più o meno risparmiato e testimoniavano, allora come oggi, che aspetto avesse avuto il Kurfürstendamm prima della guerra. Negli anni Ottanta, con l'affermarsi di un nuovo gusto per l'eredità storica delle città, le vecchie costruzioni furono oggetto di accurati restauri. Grazie a questa operazione, in alcuni tratti del viale si può vedere il Kurfürstendamm così come era negli anni del suo splendore.

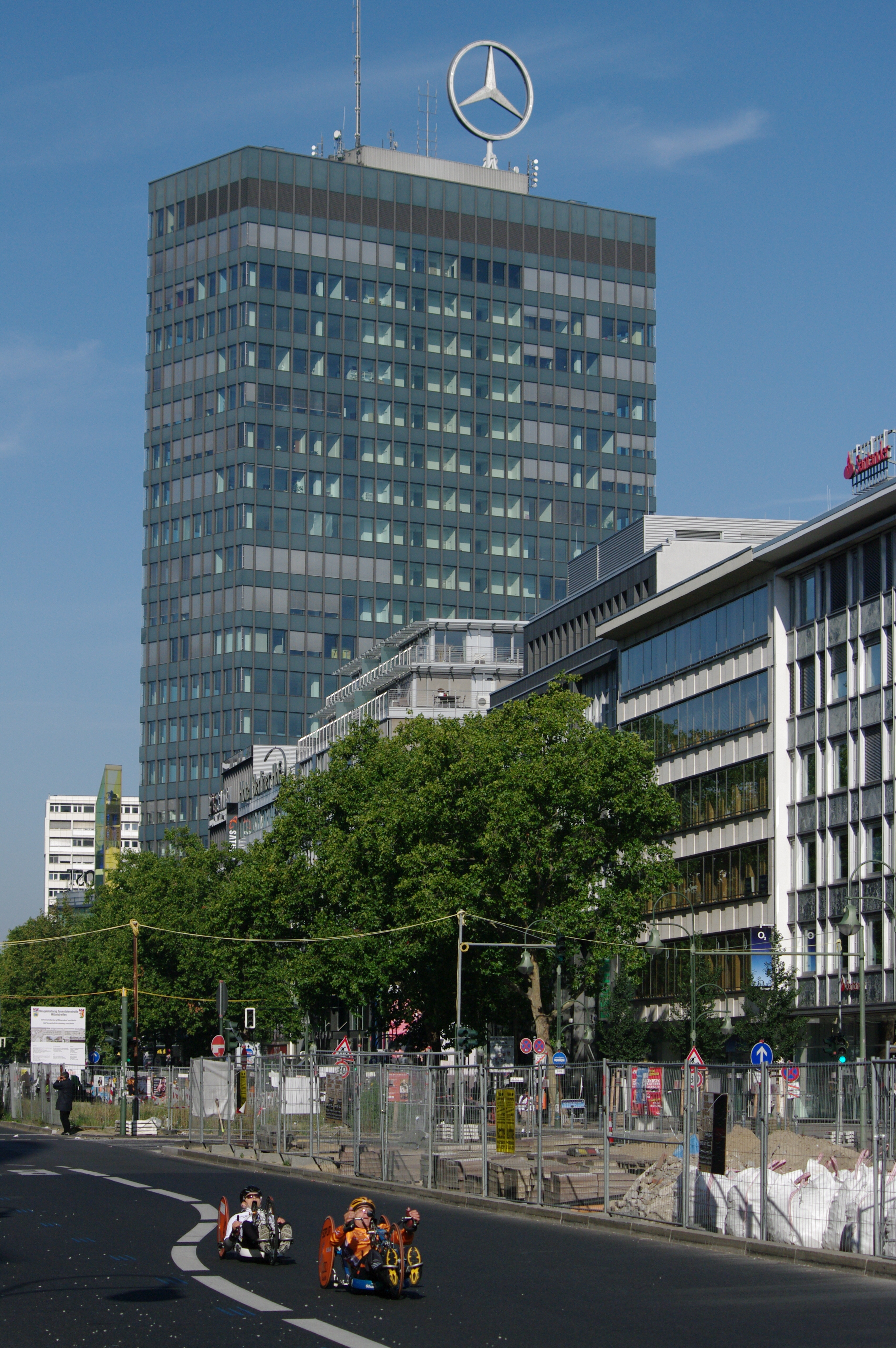
L'Europa-Center a Breitscheidtplatz
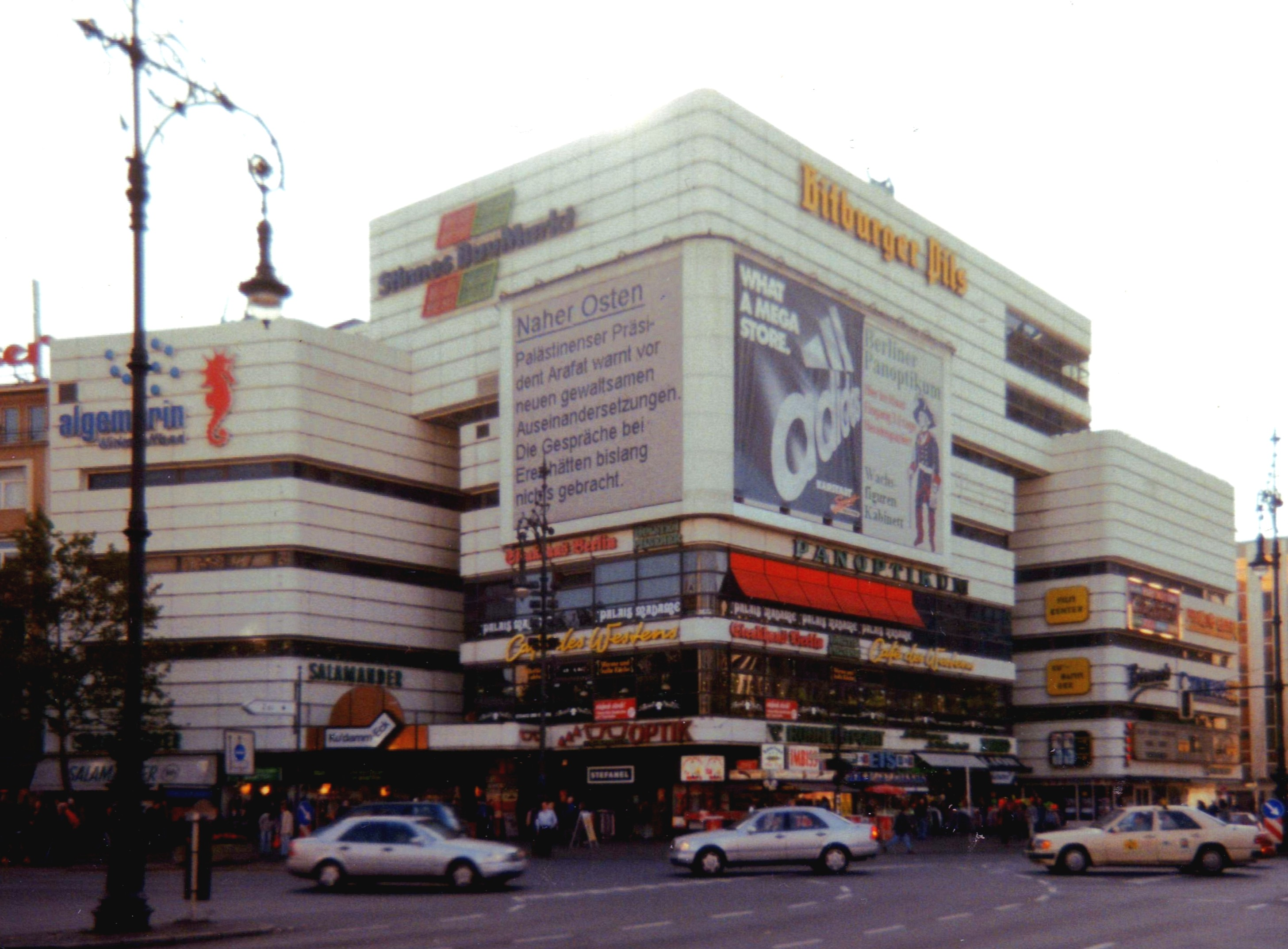
Il "Ku'damm Eck", costruito nel 1972, abbattuto nel 1998
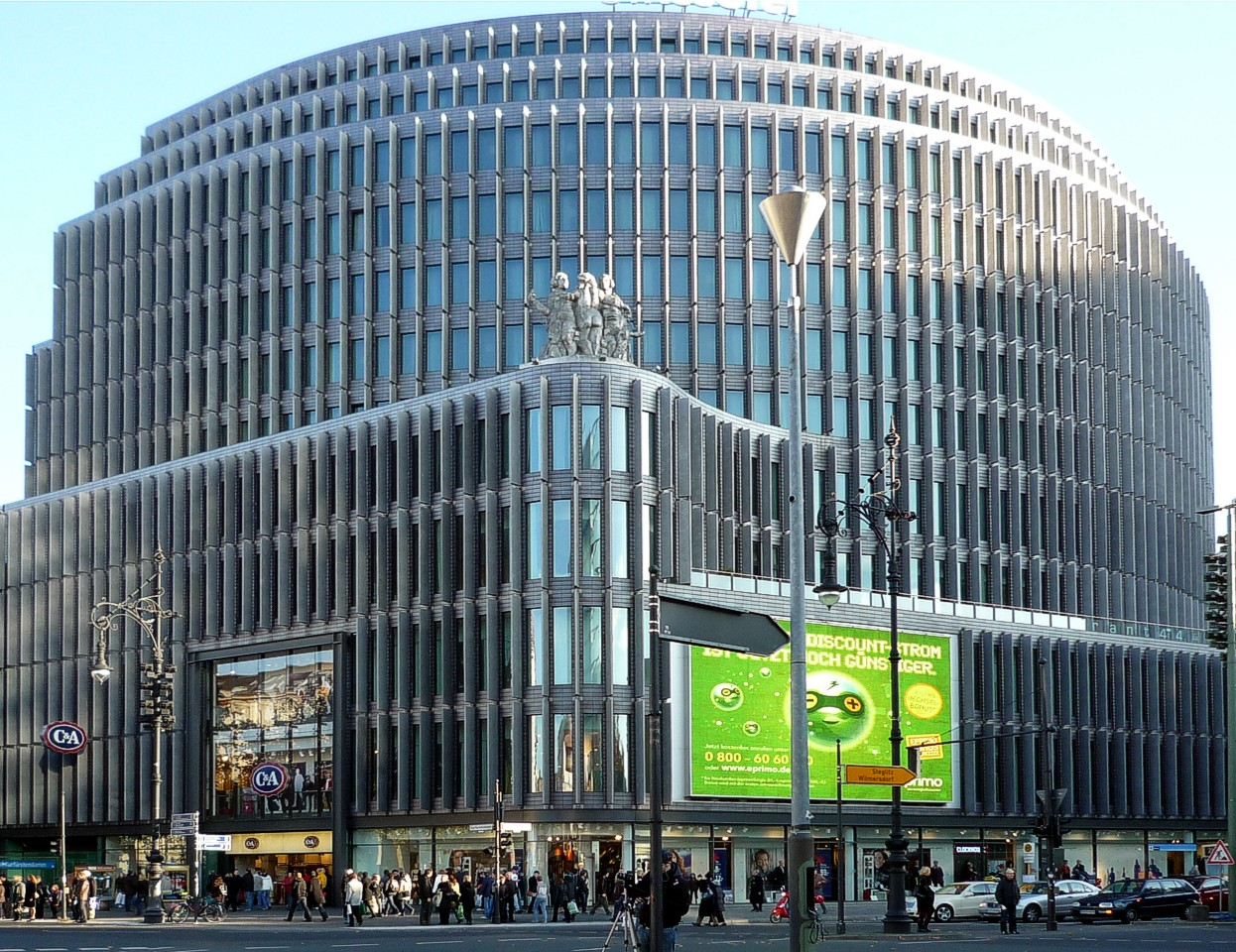
Il nuovo "Ku'damm Eck" 1998
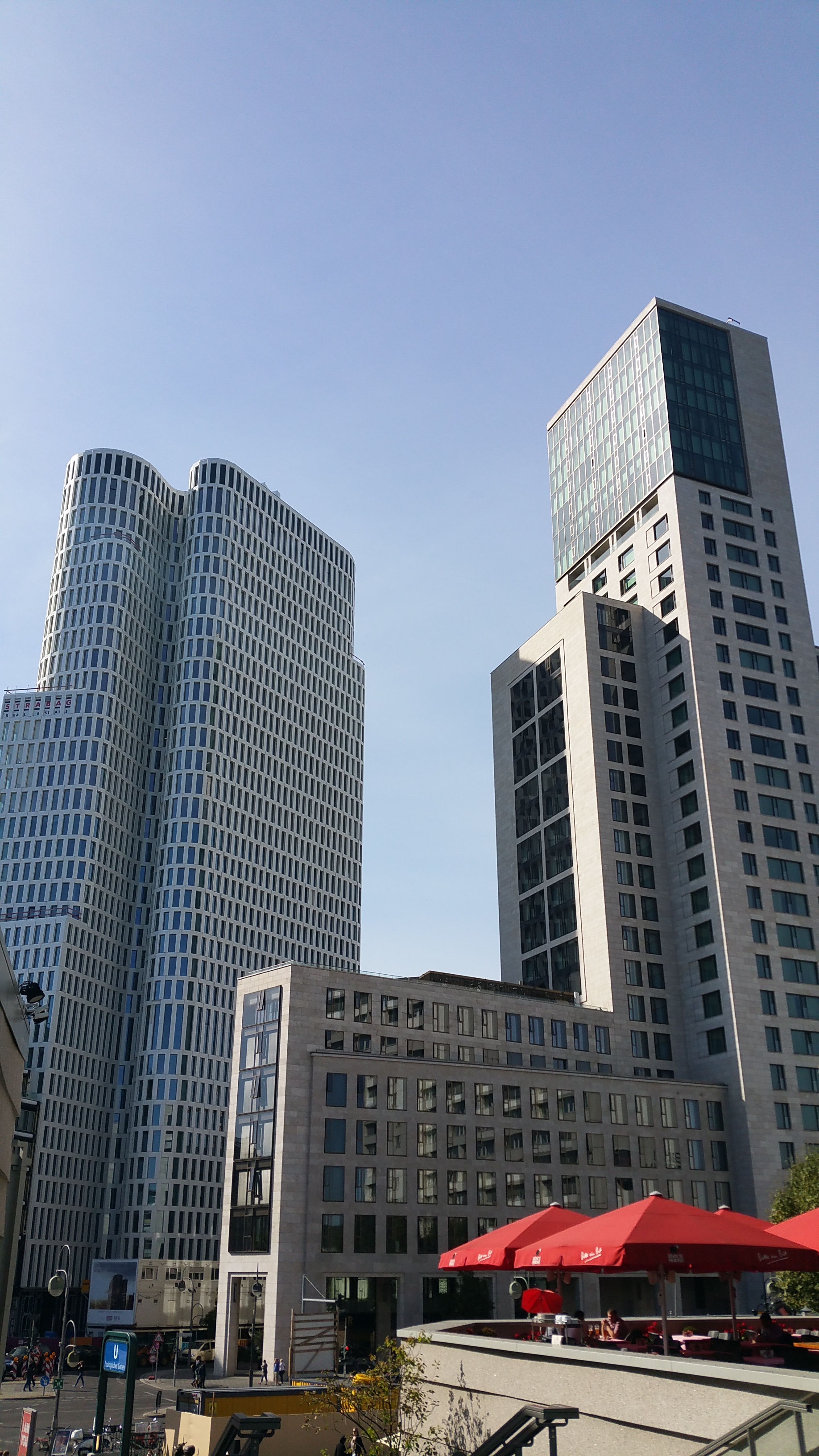
I grattacieli Zoofenster (2012) e Upper West (2017)

## Dopo la caduta del muro (dal 1990 ad oggi)
Grazie alla costruzione del muro, il Kurfürstendamm aveva assunto la funzione di centro per Berlino Ovest. Col suo "crollo" esso perse in parte questo ruolo. Improvvisamente la curiosità dei turisti, e degli stessi berlinesi, abbandonò l'Ovest, per concentrarsi sul vecchio Est. Il commercio intanto, come nel resto del mondo, cambiava naturaː ai negozi raffinati succedevano grandi catene internazionali e centri commerciali. Sul Kurfürstendamm chiusero molti negozi, caffè e ristoranti eleganti, sostituiti sistematicamente dalle botteghe delle multinazionali del commercio.
A completare la fine di ciò che era stato il Kurfürstendamm sopravvenne, nel corso degli anni 1990 e i primi anni 2000, la crisi dei cinema - anche essa fenomeno internazionale. Le sale cinematografiche, la cui densità costituiva l'ultimo aspetto culturale del Ku'damm, chiusero anche esse una dopo l'altra. Alcune vennero trasformate in grossi negozi. Alcune di quelle che risalivano addirittura agli anni Venti ed altre costruite negli anni Cinquanta vennero abbattute per far posto a centri commerciali.
Oggi il Kurfürstendamm è un grande viale commerciale, dove albergano le filiali berlinesi di ditte presenti in tutto il mondo.